# 프랭클린 D. 루스벨트 3기와 4기 행정부
프랭클린 D. 루스벨트 대통령의 3번째 임기는 1941년 1월 20일 그가 다시 제32대 미국의 대통령으로 취임하면서 시작되었고, 1945년 4월 12일 그가 사망하면서 4번째 임기가 끝났다. 루스벨트는 1940년 미국 대통령 선거에서 공화당의 웬들 윌키를 상대로 승리하면서 대통령 3선에 성공했으며, 이로 인해 그는 미국 역사상 처음이자 마지막으로 3선 이상을 지낸 대통령이 되었다. 그의 1기와 2기 임기와 달리, 그는 3기와 4기 임기 동안 1941년 12월 미국이 제2차 세계 대전에 참전하기 전과 후의 외교 정책에 가장 초점을 두었다.
루스벨트는 나치 독일과의 전쟁을 치루고 있는 영국을 돕기 위해 무기대여법을 의회에서 통과시켰으며, 이런 도중에 미국은 중립을 유지했다. 1941년 6월 독일이 소련과의 전쟁을 시작한 이후 소련에도 무기대여를 제공했으며, 또한 그는 아시아에서 일본 제국의 침략을 받고 있었던 중화민국에도 원조를 제공했다. 1941년 7월 일본의 프랑스령 인도차이나 점령에 대응하여 루스벨트는 일본 해군에 긴급하게 필요했던 석유를 차단하기 위해 무역 금지 조치를 확대했고, 일본이 금수 조치 해제를 요구했음에도 받아들여지지 않자 일본군은 1941년 12월 7일 하와이 진주만의 미국 함대에 대한 공격을 감행했다. 미국 내의 고립주의 정서는 즉시 무너졌고 의회는 일본에 전쟁을 선포했으며, 독일이 미국에 전쟁을 선포한 이후 의회는 독일과 이탈리아에도 선전포고했다. 전쟁에서 승리하기 위해 미국, 소련, 영국은 연합국을 구축하였으며, 미국은 다른 동맹국들을 돕기 위한 많은 자금과 더불어 군수품, 식량과 석유를 제공했다. 루스벨트는 국내 육군, 해군, 공군, 그리고 영국의 총리 윈스턴 처칠과 협의하여 일본보다 독일을 먼저 무너뜨리자는 유럽 우선 전략을 계획하였으나, 실제로 1942년과 1943년의 미국은 일본과의 전쟁에 더 집중했다.
1942년 말 미국은 북아프리카를 침공하여 처음으로 독일군과의 지상전을 시작하여 1943년 5월 북아프리카에서 이탈리아군과 독일군을 몰아내어 시칠리아와 이탈리아 본토 침공의 길을 열었다. 한편 미국 해군은 미드웨이 해전에서 결정적인 승리를 거두고 섬 건너뛰기 전략을 지속했다. 1943년 연합군은 이탈리아 본토를 침공하고 연합국 국가 지도자들이 테헤란 회담에서 만나 전후 계획을 논의하기 시작했다. 회담에서 논의된 계획 중에서는 전후 국제 연맹을 대체할 루스벨트가 주장했던 국제 조직인 국제 연합이 있었다. 1944년 연합군은 프랑스 북부 침공에 성공했고 태평양에서는 레이테만 전투를 통해 일본 해군을 거의 무력화시켰다. 1945년 4월 루스벨트가 사망할 때까지 독일 본토의 일부를 점령했고 오키나와를 점령하는 도중이었다. 당시 부통령이었던 해리 S. 트루먼이 루스벨트가 사망한 이후 대통령이 되었고, 트루먼의 임기 기간 동안 일본과 독일은 모두 항복했다.
외교 정책이 루스벨트의 3차와 4차 임기의 대부분을 차지했지만, 국내 문제에서도 중요한 발전이 있었다. 전쟁으로 인한 군사력 증강은 경제 성장을 촉진시켰고 실업률을 급격히 낮추었다. 미국의 군수 산업은 매우 뛰어났으며, 그 예시로 1944년 미국은 독일, 일본, 영국, 소련이 생산한 모든 군용 항공기를 합친 것보다 더 많은 군용 항공기를 생산했다. 또한 루스벨트는 핵무기 개발은 위한 맨해튼 계획을 승인했으며, 2차 임기에서와 마찬가지로 보수 연합은 루스벨트의 국내 법안 통과를 방해했지만 그런 와중에서도 루스벨트는 전쟁 비용 지불을 위한 세금 인상에 성공했다. 또한 의회는 G. I. 빌 법안을 통과시켜 제2차 세계 대전 참전군인들의 혜택을 더 향상시켰다. 전시 상황에서 루스벨트는 그의 정책에 반대하는 주장에 대한 강압적인 검열이나 가혹한 탄압을 기피했지만 십만 명이 넘는 일본계 미국인들을 내륙으로 강제 이주시키면서도 그는 방위 산업에서 종교적, 인종적 차별을 금지하고 고용 차별을 방지하기 위해 고안된 최초의 국가 프로그램인 공정고용관례위원회를 설립하였다. 역사학자들은 물론 대중들에게도 루스벨트는 일반적으로 조지 워싱턴, 에이브러햄 링컨과 함께 가장 위대한 미국 대통령 세 명 중 한 명으로 여겨진다.

## 1940년 선거

루스벨트 대통령은 1940년 대통령 선거에서 공화당의 웬들 윌키를 물리쳤다.

2선 관례는 조지 워싱턴이 1796년에 세 번째 임기 출마를 거부한 이래로 (루스벨트의 대통령직 이후 수정 헌법 제22조가 비준될 때까지) 불문율이었다. 율리시스 S. 그랜트와 시어도어 루스벨트 모두 연속적이지 않은 세 번째 임기를 얻으려 시도한 것에 대해 비난받았다. 루스벨트는 존 낸스 가너 부통령과 코델 헐 국무장관, 제임스 팔리 우정장관 등 지명권을 노리는 주요 민주당 인사들을 체계적으로 약화시켰다. 루스벨트는 전당대회를 시카고로 옮겼는데, 그곳에서는 시카고 정치 조직의 강력한 지지를 받았고, 이 조직은 강당 음향 시스템을 통제했다. 전당대회에서 야당은 조직력이 약했지만, 팔리는 방청객을 채웠다. 루스벨트는 자신을 추대하지 않으면 출마하지 않을 것이며, 대의원들은 누구에게든 자유롭게 투표할 수 있다고 메시지를 보냈다. 대의원들은 깜짝 놀랐고, 확성기에서 "우리는 루스벨트를 원한다... 세계는 루스벨트를 원한다!"는 외침이 터져 나왔다. 대의원들은 열광했고, 그는 첫 번째 투표에서 946대 147로 지명되었다. 루스벨트가 사용한 전술은 그 목표가 환호로 추대되는 것이었기에 완전히 성공적이지는 않았다. 루스벨트의 요청으로 전당대회는 헨리 A. 월리스 농업장관을 부통령으로 지명했다. 민주당 지도자들은 뉴딜을 강력히 지지하는 전직 공화당원 월리스를 싫어했지만, 그의 지명을 막을 수 없었다.
제2차 세계 대전은 공화당의 후보 지형을 뒤흔들었으며, 아마도 태프트나 밴던버그와 같은 고립주의 성향의 의회 지도자들이 지명되는 것을 막았을 것이다. 1940년 공화당 전당대회는 대신 공직을 맡아본 적이 없는 웬들 윌키를 지명했다. 유명한 기업 변호사이자 임원인 윌키는 뉴딜에 대한 비판과 테네시강 유역 개발 공사와의 갈등을 통해 대중의 주목을 받았다. 공화당 지명을 위한 고립주의 경쟁자들과 달리 윌키는 전쟁에서 영국을 지지했으며, 타임(TIME)과 같은 영향력 있는 잡지의 발행인인 헨리 루스와 같은 국제주의 성향의 공화당원들의 지지를 받았다. 윌키의 국제주의적 견해는 처음에는 외교 정책을 둘러싼 논쟁이 선거 운동을 지배하는 것을 막았으며, 이는 구축함 대 기지 협정 및 평시 징병제 수립에 기여했다.
루스벨트는 전투적인 기세로 브루클린의 열광적인 청중을 향해 이렇게 외쳤다.
나는 자유로운 미국을 위해 싸우고 있을 뿐입니다. 모든 남녀가 자유와 정의에 대한 동등한 권리를 가진 나라를 위해서 말입니다. 나는 특별한 특권에 의한 정부의 부활에 맞서 싸우고 있습니다....나는 언제나 그랬듯이 큰 사람뿐만 아니라 작은 사람의 권리를 위해 싸우고 있습니다....나는 이 나라를 번영시키고 평화를 유지하기 위해 싸우고 있습니다. 나는 우리 국민을 해외 전쟁에 끌어들이지 않고, 외국의 정부 개념이 우리 미국에 들어오는 것을 막기 위해 싸우고 있습니다. 나는 이러한 위대하고 선한 대의를 위해 싸우고 있습니다.
선거 운동이 막바지에 다다르자 윌키는 루스벨트의 재선이 미국 병사들의 해외 파병으로 이어질 것이라고 경고했다. 이에 루스벨트는 "여러분의 아들들은 어떤 외국 전쟁에도 보내지지 않을 것입니다"라고 약속했다. 루스벨트는 1940년 선거에서 득표율 55%와 선거인단 득표율 거의 85%(449대 82)로 승리했다. 윌키는 10개 주에서 승리했는데, 강력한 공화당 주였던 버몬트와 메인, 그리고 중서부의 8개 고립주의 주였다. 민주당은 의회 다수당 지위를 유지했지만, 보수 연합은 대부분의 국내 법안을 통제했으며 "사회 프로그램을 통한 대통령의 행정권 확대에 여전히 경계심을 품고 있었다."

## 인사

### 행정부
루스벨트의 일반적인 전략은 두 명의 다른 사람에게 같은 역할을 부여하여 논란이 발생할 것으로 예상하는 것이었다. 그는 기관장들이 자신에게 논란을 가져오면 자신이 결정을 내리기를 원했다. 1942년 8월 21일, 루스벨트는 모든 부서장에게 의견 불일치가 "공개적으로 논의되어서는 안 되며, 갈등하는 기관의 해당 부서장에게 제출되어야 한다"고 명시적으로 서한을 보냈다. 공개적으로 발언하는 사람은 사임해야 했다. 가장 유명한 논란은 전시 중에 제시 H. 존스 상무장관과 헨리 A. 월리스 부통령이 라틴 아메리카에서 전쟁 물자를 누가 구매할 것인지를 놓고 공개적으로 충돌했을 때 발생했다. 의회는 존스가 통제하는 재건금융공사에 권한을 부여했지만, 루스벨트는 남아메리카의 저임금 노동자들을 위한 일종의 작은 뉴딜을 구상했던 월리스에게 권한을 부여했다. 제임스 맥그리거 번즈에 따르면, 남부 보수 민주당의 지도자였던 존스는 "과묵하고, 약삭빠르고, 실용적이고, 신중했다." 민주당 지도자들이 깊이 불신했던 월리스는 "자유노동당의 영웅이자, 몽상적이고, 이상주의적이며, 심지어 신비주의적이었지만, 그럼에도 불구하고 관리와 권력에 대한 자신의 성향을 가지고 있었다." 1943년 7월 15일, 그들이 개인적인 논란을 의회와 대중에게 확대시킨 지 며칠 후, 루스벨트는 두 사람 모두 해당 문제에서 역할을 박탈했다.
제2차 세계 대전이 다가오자 루스벨트는 새로운 최고 지도자들을 영입했는데, 여기에는 국방부 고위직에 보수 공화당원들도 포함되었다. 1936년 공화당 부통령 후보였던 프랭크 녹스는 해군장관이 되었고, 전 국무장관이었던 헨리 L. 스팀슨은 전쟁장관이 되었다. 루스벨트는 헐, 스팀슨, 녹스, 해군작전부장 해럴드 레인스포드 스타크, 육군참모총장 조지 마셜로 구성된 "전시 내각"을 소집하기 시작했다. 1942년에 루스벨트는 어니스트 킹 제독(스타크의 후임)이 해군과 해병대를 완전히 통제하는 새로운 군사 지휘 구조를 수립했다. 마셜은 육군을 책임지고 명목상 공군을 지휘했지만, 실제로는 거의 독립적이었고 헨리 아놀드 장군이 지휘했다. 루스벨트는 새로운 기관인 미국 합동참모본부를 결성하여 미국 군사 전략에 대한 최종 결정을 내렸다. 합동참모본부는 백악관 기관이었고, 그의 오랜 친구인 윌리엄 D. 리하이 제독이 의장을 맡았다. 합동참모본부는 영국 측과 긴밀히 협력하여 연합 참모 본부를 구성했다. 스탈린, 처칠, 히틀러와 달리 루스벨트는 군사 자문관의 의견을 거의 무시하지 않았다. 그의 민간 임명자들은 병력과 장비의 징집과 조달을 담당했지만, 전시 또는 해군 장관을 포함한 어떤 민간인도 전략에 발언권이 없었다. 루스벨트는 국무부를 피하고 그의 보좌관, 특히 해리 홉킨스를 통해 고위 외교를 수행했다. 홉킨스는 연합군에게 주어진 400억 달러의 무기대여법 기금도 통제했기 때문에, 그들은 그에게 주목했다. 헨리 모건소 주니어 재무장관은 특히 중국에 대한 외교 정책에서 점점 더 중요한 역할을 했다.

### 사법부 임명
찰스 에번스 휴스 대법원장과 제임스 클라크 맥레이놀즈 대법관의 퇴임으로 인해 루스벨트는 1941년에 세 명의 대법원 공석을 채웠다. 그는 쿨리지가 법원에 임명한 공화당원 할런 F. 스톤을 대법원장으로 승진시킨 후 두 명의 민주당원을 임명했다. 사우스캐롤라이나주 상원의원 제임스 F. 번즈와 법무장관 로버트 H. 잭슨이 대법관이 되었다. 진보적인 잭슨, 중도적인 스톤, 보수적인 번즈의 조합은 세 명의 대법관 모두에 대한 상원 인준을 보장하는 데 도움이 되었다. 번즈는 법원에서 근무하는 것을 좋아하지 않았고, 1942년에 루스벨트 행정부의 고위직을 맡기 위해 사임했다. 루스벨트는 그를 대체하여 와일리 러틀리지를 법원에 지명했다. 러틀리지는 대법원에서 단 7년 동안 봉사할 진보적인 연방 항소법원 판사였다. 1941년 말까지 루스벨트는 스톤, 휴고 블랙, 스탠리 포먼 리드, 펠릭스 프랑크푸르터, 윌리엄 O. 더글러스, 프랭크 머피, 번즈, 잭슨, 러틀리지를 임명하여, 루스벨트가 법원에 임명하거나 대법원장으로 승진시키지 않은 유일한 대법관은 오웬 로버츠였다. 루스벨트의 임명자들은 그의 정책을 지지했지만, 특히 루스벨트 사망 후에는 다른 분야에서 자주 의견이 달랐다. 윌리엄 O. 더글러스와 블랙은 1970년대까지 재직했으며, 워런 법원의 주요 판결에 참여하거나 이를 작성했으며, 잭슨과 프랑크푸르터는 사법 자제와 선출직 공무원에 대한 존중을 옹호했다.

## 전쟁 전야: 1941년

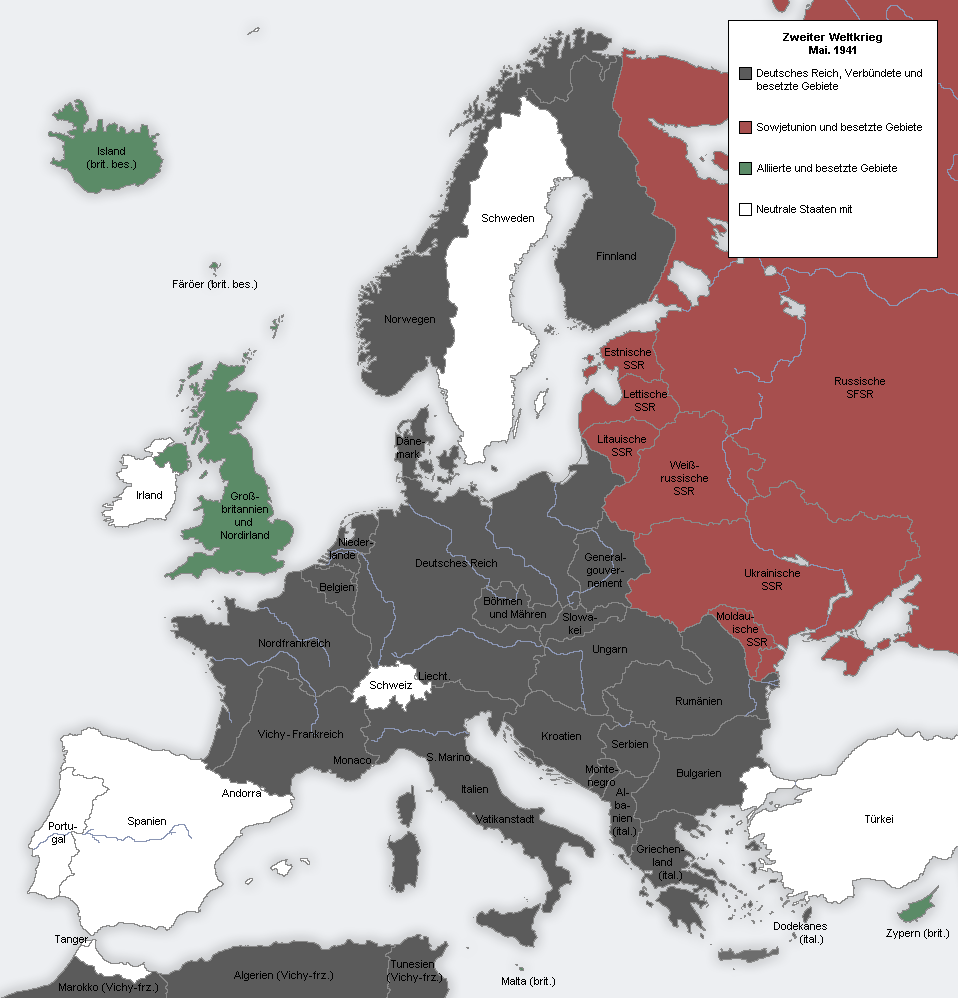
1941년 유럽의 지정학적 상황. 회색 지역은 나치 독일, 그 동맹국, 그리고 독일의 통제 하에 있는 국가들을 나타낸다.

### 영국과 독일 (1941년)
1940년 선거에서 승리한 후 루스벨트는 영국에 대한 지원을 위한 의회 지지를 얻기 위한 공개 캠페인을 시작했다. 1940년 12월, 루스벨트는 중립법의 "현금 운송(cash and carry)" 조항을 런던이 감당할 수 없다는 처칠의 호소를 받았다. 영국군이 독일에 맞서 싸우는 데 깊이 관여하고 있었기 때문에, 처칠은 미국 물품에 대한 대출 및 선박 지원을 워싱턴에 요청했다. 루스벨트는 이에 동의하고 "민주주의의 조병창"으로서 미국이 독일 및 기타 침략자들에게 저항하는 이들을 지원해야 한다는 연설을 했다. 그는 "영국이 무너지면, 추축국이 유럽, 아시아, 아프리카, 호주 대륙과 공해를 통제하게 될 것이고, 이들은 막대한 군사 및 해군 자원을 이 반구에 동원할 수 있는 위치에 놓이게 될 것"이라고 말했다.
1941년 1월 네 가지 자유 연설에서 루스벨트는 전 세계의 기본적인 권리를 미국이 방어해야 하는 이유를 제시했다. 같은 연설에서 루스벨트는 의회에 영국에 군사 원조를 제공하기 위한 무기대여법 프로그램 승인을 요청했다. 표면적인 이유는 물품이 단지 대여되는 것이며 전쟁 후에 반환될 것이라는 것이었다. 윌키의 지지 속에 무기대여법은 양원에서 대다수의 찬성으로 통과되었으며, 반대는 대부분 중서부 공화당원들로부터 나왔다. 그러나 고립주의자들은 미국이 영국으로 향하는 상선에 해군 호위를 제공하는 것을 막았다. 루스벨트는 또한 막대한 군사비 지출 증액을 요청했고 의회는 이를 승인했다. 전역(특히 남부)에 군사 시설, 조선소 및 군수 공장이 건설되었으며, 실업률은 10년 만에 처음으로 10% 미만으로 떨어졌다. 동원 노력을 감독하기 위해 루스벨트는 생산 관리 사무소, 가격 관리 및 민간 공급 사무소, 그리고 공급 우선순위 및 할당 위원회를 설립했다.
1940년 말, 스타크 제독은 루스벨트에게 독일과 일본에 대한 양면 전쟁에 대비한 네 가지 가능한 전략적 전쟁 계획을 제시한 플랜 도그 메모를 보냈다. 네 가지 전략 중 스타크는 가능한 한 일본과의 갈등을 피하고 유럽 우선 전략을 고려한 소위 "플랜 도그"를 지지했다. 이 전략의 핵심 부분은 미국이 잠재적으로 다른 나라들의 도움을 받아 유럽으로 지상 공세를 시작할 때까지 영국이 독일에 맞서 싸움을 계속하도록 보장하는 것이었다. 루스벨트는 플랜 도그에 공개적으로 약속하지 않았지만, 이는 그가 미국과 영국 군사 참모진 간의 대화("ABC-1"이라는 코드명)를 시작하도록 동기를 부여했다. 1941년 초, 미국과 영국 군사 계획자들은 유럽 우선 전략을 공동으로 추진하기로 합의했다. 1941년 7월, 루스벨트는 스팀슨 전쟁장관에게 미국의 총체적인 군사 개입을 위한 계획을 시작하도록 명령했다. 그 결과로 나온 "승리 프로그램"은 독일과 일본을 물리치는 데 필요한 병력, 산업 및 물류의 동원에 대한 육군의 추정치를 제공했다. 이 프로그램은 연합국에 대한 원조를 극적으로 늘리고, 1943년에는 해외 파병 준비가 된 천만 명의 병력을 준비할 계획이었다.
1941년 6월 독일이 소련을 침공하자, 루스벨트는 모스크바에도 무기대여법을 확대했다. 그리하여 루스벨트는 미국의 경제를 "전쟁 직전의 모든 원조" 정책으로 연합군 대의에 헌신하게 했다. 일부 미국인들은 소련을 돕는 것을 꺼려했지만, 루스벨트는 소련이 독일을 물리치는 데 필수적일 것이라고 믿었다. 원조 집행은 행정부 내의 지연으로 인해 어려움을 겪었으므로, FDR은 문제를 신속히 처리하기 위해 특별 보좌관 웨인 코이를 임명했다. 모스크바와의 관계는 비공식적이었으며, 소련과의 조약은 없었다.

### 1941년 대서양 전투
1941년 2월, 히틀러는 영국과의 전쟁 초점을 공습에서 해상 작전으로, 특히 영국으로 향하는 식량 및 군수품 수송선에 대한 U보트 (독일 잠수함) 공격으로 전환했다. 캐나다와 영국은 해군 호위를 제공했지만 처칠은 더 많은 것을 필요로 했고 루스벨트에게 요청했다. 루스벨트는 반전 감정을 자극하고 싶지 않아 거절했다. 5월에 독일 잠수함이 미국 화물선인 SS 로빈 무어호를 침몰시켰지만, 루스벨트는 이 사건을 대서양에서 해군의 역할을 확대하는 구실로 사용하지 않기로 결정했다. 한편, 독일은 유고슬라비아, 그리스, 러시아, 그리고 지중해의 영국군에 대한 승리를 축하했다.
1941년 8월, 루스벨트와 처칠은 뉴펀들랜드의 아르헨티아에서 비밀리에 만났다. 이 회담에서 전 세계적인 전시 및 전후 목표를 개념적으로 설명한 대서양 헌장이 작성되었다. 각 지도자는 민주주의, 자결권, 자유 무역, 그리고 비침략 원칙을 지지하기로 약속했다. 루스벨트와 처칠이 아르헨티아에서 만난 지 한 달도 채 되지 않아 독일 잠수함이 미국 구축함 그리어에 발포했지만 어뢰는 빗나갔다. 이에 루스벨트는 미국이 미국 해군 구역에 진입하는 독일 U보트를 공격할 것이라는 새로운 정책을 발표했다. 이 "선제 공격" 정책은 사실상 독일에 대한 해전 선포였으며, 여론조사에서 2대 1의 지지로 미국인들의 승인을 받았다. 루스벨트 행정부는 또한 북대서양에서 유용한 해군 기지를 제공했던 그린란드와 아이슬란드를 통제하게 되었다.
서반구에서 미국의 힘을 강화하고 독일의 영향력을 제거하기 위해 루스벨트 행정부는 라틴 아메리카와의 군사적, 상업적, 문화적 교류를 늘렸다. 넬슨 록펠러가 주요 역할을 했다. FBI는 우방국의 비밀경찰을 훈련시켰다. 군대에 대한 독일의 판매는 미국의 원조로 대체되었다. 친독일 신문과 라디오 방송국은 블랙리스트에 올랐다. 정부 검열이 장려되었고, 라틴 아메리카는 친미 선전으로 뒤덮였다. 히틀러는 미국이 소련을 물리치기 전에 전쟁에 개입하는 것을 피하고 싶었기 때문에 미국의 행동에 공격적으로 반응하지 않았다.
1941년 10월, 키어니함은 아이슬란드 남쪽에서 여러 U보트와 교전했으며, 키어니함은 공격을 받아 11명의 승무원을 잃었다. 이 공격 이후 의회는 중립법을 개정하여 미국 선박이 영국으로 물품을 운송할 수 있도록 허용했으며, 이는 사실상 현금 운송 정책의 마지막 조항을 폐지하는 것이었다. 그러나 키어니함 사건이나 루벤 제임스함 공격 모두 루스벨트가 기대했던 만큼 대중의 의견을 바꾸지는 못했다.

### 일본과의 긴장
1940년까지 일본은 중국 해안과 주요 강 유역의 대부분을 정복했지만, 장제스의 국민정부나 마오쩌둥 휘하의 공산군을 물리칠 수 없었다. 일본 정부는 명목상 고노에 후미마로 총리의 민간 정부가 이끌었지만, 도조 히데키 육군장관과 다른 군사 지도자들이 일본 정부를 통제했다. 도조는 군대를 보내 방어력이 약한 프랑스령 인도차이나 식민지를 장악하게 했는데, 이는 중요한 자원과 중국군에 대한 보급 통로를 제공했다. 1940년 말 일본이 북부 프랑스령 인도차이나를 점령하자, 루스벨트는 중화민국에 대한 원조 증액을 승인했으며, 이 정책은 광범위한 대중의 지지를 얻었다. 그는 또한 일본에 대한 부분적인 금수 조치를 시행하여 철과 강철의 수출을 막았다. 다음 해 동안 루스벨트 행정부는 일본에 대한 주요 미국 수출품인 석유 금수 조치 부과를 논의했다. 일부 행정부 관계자들은 일본의 확장을 막기 위해 가능한 모든 조치를 취하고 싶어했지만, 헐 국무장관은 무역 중단이 일본으로 하여금 네덜란드령 동인도, 영국령 말라야, 영국령 버마, 또는 미국령 필리핀 정복을 통해 천연자원 수요를 충족시키도록 부추길 것을 우려했다.
루스벨트의 관심이 유럽에 집중되면서, 헐은 아시아 정책을 수립하고 일본과 협상하는 데 주도적인 역할을 했다. 1941년 3월부터 헐과 노무라 기치사부로 일본 대사는 양국 정부 간의 타협점을 찾으려 했다. 미국은 일본의 중국 점령을 받아들일 의사가 없었고, 일본은 중국에서 철수할 의사가 없었기 때문에 양측은 합의에 도달할 수 없었다. 1941년 6월 독일이 소련을 침공한 후, 일본은 시베리아의 소련군을 공격하는 것을 거부했는데, 이는 일본의 확장 목표에 대한 오랜 내부 논쟁을 종식시켰다. 7월에 일본은 남부 프랑스령 인도차이나를 장악했는데, 이는 영국령 버마와 말라야, 네덜란드령 동인도 공격을 위한 잠재적인 준비 기지를 제공했다. 이에 대응하여 미국은 일본에 대한 석유 판매를 중단했으며, 이로 인해 일본은 석유 공급량의 95% 이상을 잃게 되었다.
미국의 금수 조치 이후, 일본 계획자들은 막대한 석유 공급량을 가진 네덜란드령 동인도 제도를 점령하는 방법을 연구했다. 성공을 위해서는 미국령 필리핀과 싱가포르의 영국 기지를 점령해야 했다. 이는 하와이 진주만에 주둔하고 있던 미국 태평양 함대를 침몰시켜야 한다는 의미였다. 계획자들은 미국의 완전한 패배를 실현 가능한 결과로 보지 않았다. 일본 지도자들은 결정적인 해군 승리가 워싱턴을 타협 협상으로 이끌 것이라고 예상했다. 고노에 후미마로 총리는 협상 타결을 위해 루스벨트와의 정상 회담을 추진했지만, 루스벨트는 일본이 먼저 중국에서 철수해야 한다고 주장했다. 도조는 10월에 고노에의 뒤를 이어 총리가 되었고, 일본은 미국, 영국, 네덜란드령 식민지에 대한 공격 준비를 시작했다. 11월에 노무라는 최후 통첩을 보냈는데, 동남아시아를 공격하지 않겠다는 일본의 약속 대가로 무역 재개와 일본의 중국 내 활동 인정을 요구했다. 미국이 일본이 중국을 정복한 후 소련을 공격할 것을 우려했기 때문에 루스벨트는 이 제안을 거부했고, 협상은 11월 26일에 결렬되었다.

### 전쟁 참전
1941년 12월 7일 아침, 일본은 진주만의 미국 해군 기지를 기습 공격하여 주력 미국 전함 함대를 무력화시키고 2,403명의 미국 군인과 민간인을 살해했다. 주류 학자들은 루스벨트나 다른 고위 정부 관계자들이 진주만 기습 공격에 대해 사전에 알고 있었다는 음모론을 모두 부인했다. 일본은 그들의 비밀을 철저히 지켰으며, 고위 미국 관리들은 전쟁이 임박했음을 알고 있었지만 진주만 공격을 예상하지 못했다.

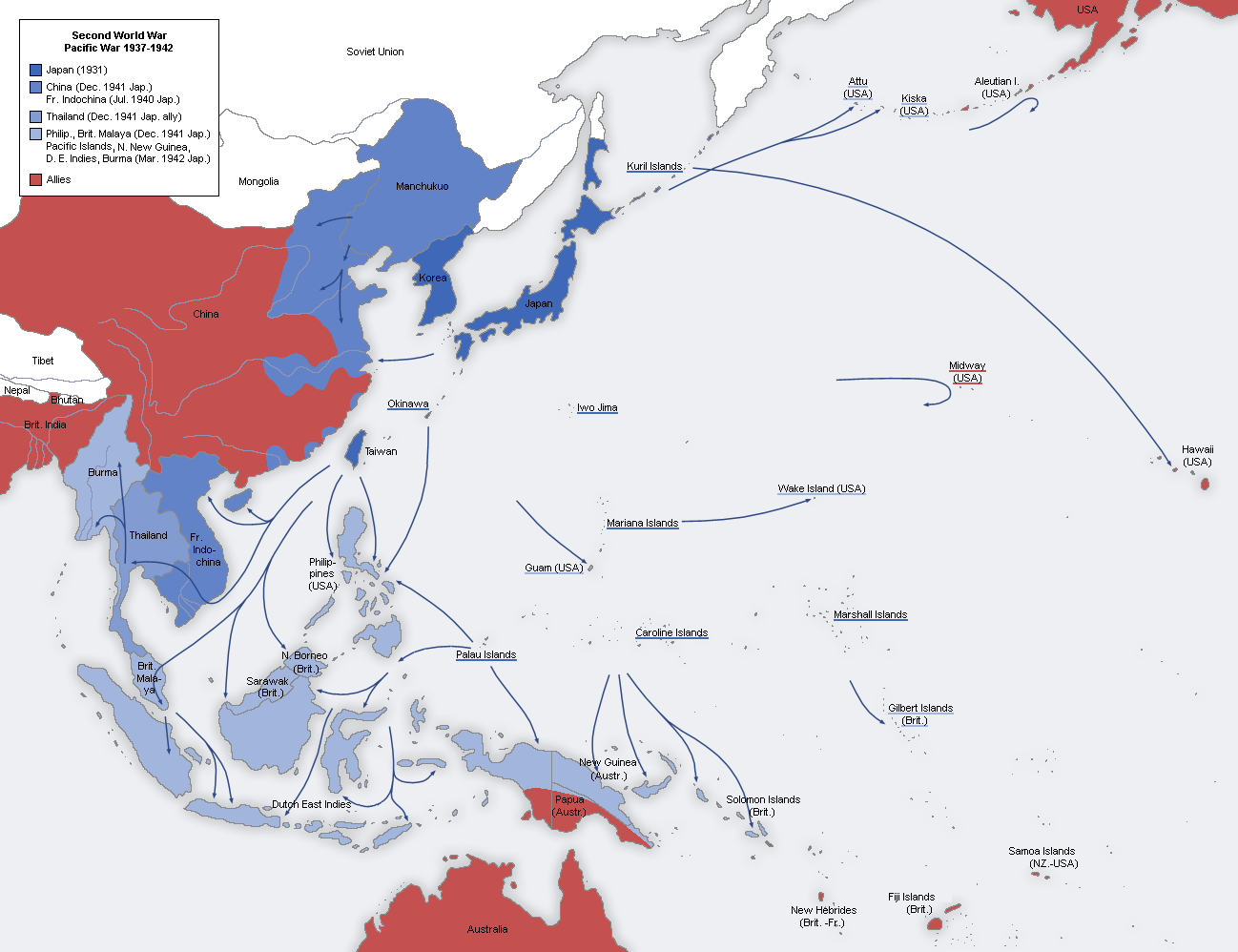
1942년 중반까지 일본군의 진격 지도

진주만 사건 이후, 미국의 반전 여론은 하룻밤 사이에 사라졌다. 19세기 초 이후 처음으로 외교 정책이 미국 대중의 최우선 과제가 되었다. 루스벨트는 의회에 대한 유명한 "치욕의 날 연설"에서 전쟁을 촉구하며 다음과 같이 말했다. "어제, 1941년 12월 7일—치욕의 날로 기억될 날—미국은 일본 제국의 해군 및 공군에 의해 갑작스럽고 고의적인 공격을 받았습니다." 12월 8일, 의회는 거의 만장일치로 일본에 대한 선전포고를 결의했다. 1941년 12월 11일, 독일은 미국에 선전포고했으며, 미국도 이에 응했다.
루스벨트는 전쟁을 전 세계의 평화와 민주주의를 위협하는 침략적 독재 정권에 대한 십자군 전쟁으로 묘사했다. 그와 그의 군사 고문들은 소련과 북아프리카에서 독일군의 진격을 막고, 두 전선 사이에서 나치 독일을 격파하기 위해 서유럽 침공을 시작하며, 중국을 구하고 일본을 물리치는 것을 목표로 하는 유럽 우선 전략을 실행했다. 그러나 대중 여론은 일본의 파괴를 우선시했다. 어쨌든 일본은 미국령 필리핀을 공격하고 있었으므로 실제로는 1942년에는 태평양이 우선시되었다. 일본은 진주만 공격 몇 시간 만에 필리핀의 미국 공군 기지를 폭격하여 지상에 주차된 B-17 함대를 파괴했다. 그 달 말까지 일본군은 필리핀을 침공했다. 더글러스 맥아더 장군은 1942년 3월까지 필리핀에서 미국의 저항을 이끌었으며, 루스벨트는 그에게 호주로 철수하도록 명령했고, 호주는 미국의 전방 기지가 되었다. 필리핀의 미군은 1942년 5월에 항복하여 일본군에게 약 1만 명의 미군 포로를 남겼다. 필리핀을 진압하는 동안 일본은 또한 말라야, 싱가포르, 버마, 네덜란드령 동인도 제도를 정복했다.
제2차 세계 대전 전후 미국 지도자로서 루스벨트는 우드로 윌슨이 제1차 세계 대전에서 저지른 실수들을 반복하지 않으려 노력했다. 그는 종종 정반대의 결정을 내렸다. 윌슨은 생각과 행동에서 중립을 촉구했지만, 루스벨트는 그의 행정부가 영국과 중국을 강력히 지지한다는 점을 분명히 했다. 제1차 세계 대전 당시 대출을 통해 연합국에 자금을 지원하고 전쟁 후 상환을 요구했던 것과 달리, 미국은 무기대여법을 통해 연합국에 대규모 군사 및 경제 원조를 거의 상환 기대 없이 제공했다. 윌슨은 선전포고 전에 전쟁 생산을 확대하지 못했지만, 루스벨트는 1940년에 전면적인 노력을 기울였다. 윌슨은 선언이 시작될 때까지 징병을 기다렸지만, 루스벨트는 1940년에 시작했다. 윌슨은 미국을 공식적인 동맹국으로 만들지 않았지만 루스벨트는 그렇게 했다. 윌슨은 연합국 최고 지도자들과 만난 적이 없지만 루스벨트는 그렇게 했다. 윌슨은 14개 조항에서 볼 수 있듯이 독립적인 정책을 선언했지만, 루스벨트는 연합국과의 협력 정책을 추구했다. 1917년 미국은 독일에 선전포고했지만, 1941년에 루스벨트는 진주만에서 적이 공격할 때까지 기다렸다. 윌슨은 공화당과의 협력을 거부했지만, 루스벨트는 주요 공화당원들을 전쟁부와 해군부의 수장으로 임명했다. 윌슨은 조지 퍼싱 장군에게 주요 군사 결정을 맡겼지만, 루스벨트는 "유럽 우선" 전략을 포함한 그의 전쟁에서 주요 결정을 내렸다. 그는 휴전 아이디어를 거부하고 무조건 항복을 요구했다. 루스벨트는 종종 윌슨 행정부에서 해군 차관보로서의 자신의 역할을 언급했지만, 윌슨의 성공보다 그의 실수로부터 더 많은 이득을 얻었다고 덧붙였다. 로버트 E. 셔우드는 다음과 같이 주장했다.
루스벨트는 윌슨의 실수를 결코 잊을 수 없었다.... 루스벨트의 모든 전시 정치 정책에서 같은 실수의 반복을 막으려는 결의보다 더 강력한 동기는 없었다.

## 동맹, 경제 전쟁 및 기타 전시 문제

### 4명의 경찰관
1941년 12월 말, 처칠과 루스벨트는 워싱턴에서 아카디아 회의를 열어 미국과 영국 간의 공동 전략을 수립했다. 양측은 일본보다 독일 격파를 우선시하는 유럽 우선 전략에 동의했다. 영국군이 유럽 전쟁에 집중하고 소련이 일본과 전쟁 중이 아니었으므로, 미국은 독일에 대한 자체적인 집중에도 불구하고 태평양 전쟁에서 주도적인 역할을 맡게 되었다. 미국과 영국은 군사 정책 조정을 위해 연합 참모 본부를, 보급품 할당 조정을 위해 연합 군수 할당 위원회를 설립했다. 또한 ABDA라는 이름으로 미국, 영국, 네덜란드, 호주군을 지칭하는 태평양 전역의 중앙집중식 지휘부를 설립하기로 합의했다. 1942년 1월 1일, 미국, 영국, 중국, 소련 및 22개국이 연합국 공동 선언을 발표하여 각국이 추축국을 물리치기로 서약했다. 추축국에 반대하는 이들 국가는 연합국으로 알려지게 되었으며, 때로는 1945년 유엔이 설립되기 전에 "유엔"으로 불리기도 했다.
루스벨트는 제2차 세계 대전의 "빅 4" 연합국인 미국, 영국, 소련, 중국을 지칭하기 위해 "4명의 경찰관"이라는 용어를 만들었다. 루스벨트, 처칠, 소련 지도자 이오시프 스탈린, 그리고 중국 총사령관 장제스는 미국과 영국 군대가 서부에 집중하고, 소련 군대가 동부 전선에서 싸우며, 중국, 영국, 미국 군대가 아시아와 태평양에서 싸우는 계획에 비공식적으로 협력했다. 연합국은 일련의 고위급 회담과 외교 및 군사 채널을 통한 접촉을 통해 전략을 수립했다. 루스벨트는 처칠과 긴밀한 관계를 유지했지만, 그와 그의 고문들은 장제스 정부를 절망적으로 부패한 것으로 보아 빠르게 존경심을 잃었다. 인도-버마-중국 전구에서 미군을 이끌도록 배정된 조지프 스틸웰 장군은 장제스가 일본군을 물리치는 것보다 마오쩌둥의 공산주의자들을 물리치는 데 더 관심이 있다고 믿게 되었다. 미국과 소련 지도자들은 전쟁 내내 서로를 불신했으며, 1943년 이후 양측이 해방된 영토에서 동정적인 정부를 지지하면서 관계는 더욱 악화되었다.

### 기타 동맹국
전쟁이 끝날 무렵, 라틴 아메리카를 포함한 여러 국가들이 연합군에 합류했다. 루스벨트가 새로 설립된, 자금이 풍부한 미주국 조정국의 수장으로 젊은 넬슨 록펠러를 임명한 것은 활기찬 리더십을 제공했다. 록펠러의 리더십 아래, 미국은 라디오 방송, 영화 및 기타 반파시스트 선전에 수백만 달러를 지출했다. 미국의 광고 기술은 특히 멕시코에서 반발을 일으켰는데, 잘 아는 현지인들은 과도한 미국의 영향력에 저항했다. 그럼에도 불구하고 멕시코는 전쟁에서 귀중한 동맹국이었다. 미국에 거주하는 25만 명의 멕시코 시민이 미군에서 복무하는 합의가 이루어졌으며, 1,000명 이상이 전투에서 사망했다. 선전 외에도 경제적 지원 및 개발을 위해 막대한 금액이 할당되었다. 전반적으로 라틴 아메리카에서 루스벨트의 정책은 정치적으로 성공적이었지만, 독일의 영향력을 용인하고 전쟁이 거의 끝날 때까지 워싱턴의 지도를 따르기를 거부했던 아르헨티나에서는 예외였다. 라틴 아메리카를 제외하고, 미국은 특히 중동의 석유 부국 동맹국들에게 밀접한 관심을 기울였으며, 이는 이 지역에 대한 미국의 지속적인 개입의 시작을 알렸다.

### 무기대여법 및 경제 전쟁
전쟁에서 미국의 주요 역할은 군사 임무 자체 외에 전쟁 자금을 조달하고 대량의 군수품과 민간 물품을 제공하는 것이었다. 1941년 의회에서 통과된 무기대여법은 경제 전쟁 선포였고, 그 경제 전쟁은 진주만 공격 이후에도 계속되었다. 루스벨트는 제1차 세계 대전의 자금 조달이 연합국에 대한 대출을 통해 이루어졌고, 전쟁 후에 상환을 요구함으로써 관계에 문제를 일으켰다고 믿었다. 그는 무기대여법 시스템을 군사 예산을 통해 자금을 조달하는 전쟁 프로그램으로 설정했으며, 일본과의 전쟁이 끝나자마자 중단되었다. 대통령은 리더십을 선택했고—홉킨스와 에드워드 스테티니어스가 주요 역할을 했다—긴밀한 감독과 통제를 행사했다. 1942년에 이 프로그램을 괴롭힌 한 가지 문제는 무기대여법과 미군을 위해 분배되어야 하는 군수품의 엄격하게 제한된 공급이었다. 루스벨트는 군부에 러시아가 자신이 약속했던 모든 보급품을 받아야 한다고 주장했다. 미국이 북아프리카에서의 군사 작전을 준비하기 시작한 후 1942년 중반에 소련에 대한 무기대여법 지원은 다소 감소했다.
미국은 영국 제국, 소련, 프랑스, 중국 및 일부 소규모 국가에 약 400억 달러의 무기대여법 원조를 지출했다. 이는 미국 전쟁 비용의 약 11%에 해당한다. 미국은 수혜국들이 미국에 제공한 상품과 서비스로 약 78억 달러를 돌려받았는데, 특히 해외 주둔 미군 시설에 대한 식량 및 임대료 비용이었다. 영국은 300억 달러, 러시아는 107억 달러, 기타 모든 국가는 29억 달러를 받았다. 상환 문제가 불거졌을 때 루스벨트는 미국이 제1차 세계 대전 이후 관계를 곤란하게 했던 종류의 전후 채무 문제를 원하지 않는다고 주장했다. 수혜국들은 자국 영토 내 미군에 기지와 보급품을 제공했는데, 이를 비공식적으로 "역무기대여법"이라고 불렀으며, 이 원조의 총합은 약 78억 달러에 달했다. 결국, 연합국 중 어느 나라도 전쟁 중 받은 물품에 대해 비용을 지불하지 않았지만, 프로그램이 종료된 후 받은 운송 중인 물품에 대해서는 비용을 지불했다. 루스벨트는 1942년 6월 의회에 다음과 같이 말했다.
전쟁의 실제 비용은 돈으로 측정하거나 비교하거나 지불할 수 없습니다. 그것은 피와 노고로 충당되어야 하며 실제로 충당되고 있습니다.... 각 국가가 국민 생산의 거의 동일한 비율을 전쟁에 바친다면 전쟁의 재정적 부담은 지불 능력에 따라 연합국들 사이에 균등하게 분배될 것입니다.
경제 전쟁의 주요 쟁점은 보급품 수송이었다. 독일이 미국에 선전포고한 후, 히틀러는 독일 잠수함 함대에 대한 모든 제한을 철폐했다. 독일 잠수함은 대서양에서 연합군 선박을 황폐화시켰고, 1942년 초에는 많은 공격이 미국 동해안에서 10마일 이내에서 발생했다. 미국 해군은 대서양 해운을 보호하면서 동시에 일본과의 전쟁을 수행하는 데 어려움을 겪었고, 1942년에는 100만 톤 이상의 연합국 선박이 손실되었다. 독일의 에니그마 코드 해독과 함께 미국 해군 호위함 및 초계기의 건설 및 배치는 1942년 이후 연합국이 대서양 전투에서 우위를 점하는 데 도움이 되었다. 1943년 초 연합군이 수십 척의 U보트를 격침시킨 후, 대부분의 독일 잠수함은 북대서양에서 철수했다.
미국은 1942년 중반부터 유럽의 추축국에 대한 전략 폭격 작전을 시작했다. 공격은 처음에는 프랑스, 벨기에, 네덜란드의 목표를 대상으로 했으며, 1943년 1월에는 미국 폭격기가 독일 내 목표에 대한 첫 공격을 감행했다. 독일의 산업 능력을 파괴하기 위해 연합군 폭격기는 정유소 및 볼베어링 공장과 같은 목표를 공격했다. 타이달 웨이브 작전과 슈바인푸르트 제2차 공습에서 막대한 손실을 입은 후, 미국은 독일에 대한 전략 폭격을 크게 축소했다. 칼 앤드류 스패츠 장군은 미국의 전략 폭격 노력을 독일 항공기 생산 시설에 집중하도록 재조정했으며, 연합군은 1944년 2월 이후 유럽에서 제공권을 장악했다. 연합군의 전략 폭격은 1944년 후반에 고조되었으며, 독일의 운송 기반 시설과 석유 자원에 중점을 두었다. 독일의 신속한 항복을 강제하기 위해 1945년 연합군은 베를린과 드레스덴에 대한 공격을 감행하여 수만 명의 민간인을 살해했다.

### 홀로코스트에 대한 반응
1938년 수정의 밤 이후, 루스벨트는 독일로부터의 유대인 이민을 신속히 처리하고, 이미 미국에 있는 오스트리아 및 독일 시민들이 무기한 체류할 수 있도록 도왔다. 그는 유권자와 의회 의원들 사이의 토착주의와 반유대주의 만연, 동유럽 유대인 이민자 수용에 대한 미국 유대인 공동체의 저항, 그리고 제한적인 1924년 이민법으로 인해 더 많은 유대인 이민자를 받아들이지 못했다. 1924년 이민법은 연간 15만 명의 이민자만을 허용하고 각 국가에 대한 엄격한 할당량을 설정했으며, 대공황 와중에 더 자유로운 이민 정책을 허용했을 법률 개정에 대한 대중의 지지는 거의 없었다. 루스벨트는 가능한 한 행정권의 한계를 넘어서려 노력했으며, 이로 인해 알베르트 아인슈타인을 포함한 몇몇 오스트리아 및 독일 유대인들이 유럽을 탈출하거나 비자 만료 후에도 미국에 머물 수 있었다.
히틀러는 1942년 1월까지 "최종 해결책"—유럽 유대인 인구의 절멸—을 실행하기로 결정했으며, 미국 관리들은 다음 달에 나치의 절멸 캠페인의 규모를 알게 되었다. 국무부의 반대에도 불구하고 루스벨트는 다른 연합국 지도자들을 설득하여 연합국 공동 선언을 공동으로 발표하게 했으며, 이는 진행 중인 홀로코스트를 비난하고 가해자들을 전범으로 재판할 것을 약속했다. 1944년 1월, 루스벨트는 전시 난민 위원회를 설립하여 유대인 및 기타 추축국 잔학 행위의 희생자들을 돕도록 했다. 이러한 행동 외에 루스벨트는 유럽의 박해받는 인구를 돕는 가장 좋은 방법은 가능한 한 빨리 전쟁을 끝내는 것이라고 믿었다. 최고 군사 지도자들과 전쟁부 지도자들은 절멸 수용소 또는 수용소로 이어지는 철로를 폭격하는 캠페인을 전쟁 노력의 방해로 간주하여 거부했다. 전기 작가 장 에드워드 스미스에 따르면, 그러한 캠페인이 루스벨트 자신에게 제안되었다는 증거는 없다.

## 본토

### 의회와의 관계
진주만 기습 공격 이전까지 의회는 외교 및 군사 정책, 즉 중립법, 징병제, 무기대여법 문제에 매우 적극적인 역할을 했다. 일반 대중과 마찬가지로 의회의 정서는 독일과 일본에 매우 적대적이었고, 중국에 우호적이었으며, 영국에 대해서는 다소 덜 우호적이었다. 강력한 독일, 아일랜드계 가톨릭, 또는 스칸디나비아계 유권자들을 둔 의원들은 일반적으로 고립주의 정책을 지지했다. 진주만 기습 공격 이후, 의회에서 고립주의는 사라졌고 1942년 또는 1944년 선거에서는 요인이 되지 않았다. 일부 주요 공화당 고립주의자들, 특히 미시간주의 아서 밴던버그 상원의원, 버몬트주의 워런 오스틴 상원의원, 일리노이주의 에버릿 덕슨 하원의원은 주요 국제주의자가 되었다. 공화당 로버트 태프트 상원의원은 외교 및 국방 문제에 대해 침묵을 지켰으며, 1930년대의 많은 활기찬 고립주의자들, 예를 들어 하이럼 존슨과 윌리엄 보라는 건강이 좋지 않거나 영향력이 약해졌다. 전쟁 중에는 비밀 브리핑이 없었고, 의원들은 일반 신문 독자보다 나을 것이 없었다. 의원들은 자신의 지역구에 있는 군사 시설에 주의를 기울였지만, 전후 계획을 제외하고는 더 넓은 군사적 또는 외교적 범위의 문제를 거의 제기하지 않았다. 의회는 또한 전시 매점 및 전쟁 생산의 다른 결함을 조사하는 트루먼 위원회를 설립했다. 국내 정책에 대한 논쟁은 여전히 뜨거웠고, 1938년과 1942년에 공화당이 의회에서 크게 승리하면서 보수 연합은 대부분의 국내 문제에 대해 지배적인 목소리를 냈다.

### 국내 입법
국내 전선은 전쟁 내내 역동적인 사회 변화를 겪었지만, 국내 문제는 더 이상 루스벨트의 가장 시급한 정책 관심사가 아니었다. 군비 증강은 경제 성장을 촉진했다. 실업률은 1940년 초 770만 명에서 1941년 말 340만 명으로 절반으로 떨어졌고, 노동 인구 5400만 명 중 1942년 말에는 다시 절반으로 줄어 150만 명에 이르렀다. 증가하는 정부 지출을 충당하기 위해 1941년 루스벨트는 10만 달러를 초과하는 모든 소득에 대해 99.5%의 소득세율을 의회에 제안했다. 이 제안이 실패하자 그는 2만 5천 달러를 초과하는 소득에 대해 100%의 소득세를 부과하는 행정명령을 발표했고, 의회는 이를 철회했다. 1942년 세입법은 최고 세율을 94%까지(초과 이윤세를 고려하면) 인상하고 최초의 연방 원천징수세를 도입했다. 또한 세금 기반을 크게 늘렸다. 전쟁 전에는 400만 명의 미국인만이 연방 소득세를 납부했지만, 전쟁이 끝날 무렵에는 4천만 명 이상의 미국인이 연방 소득세를 납부했다. 1944년, 루스벨트는 의회에 기업과 개인의 모든 "불합리한" 이윤에 세금을 부과하는 법안을 제정하여 전쟁 및 기타 정부 조치에 필요한 100억 달러 이상의 수입을 확보할 것을 요청했다. 의회는 루스벨트의 거부권을 무시하고 20억 달러를 모금하는 더 작은 세입 법안을 통과시켰다. 의회는 또한 CCC와 WPA를 포함한 여러 뉴딜 기관을 폐지했다.
루스벨트의 1944년 국정 연설은 루스벨트가 "세컨드 권리장전"이라고 명명한 일련의 기본 경제적 권리를 옹호했다. 이 시대의 가장 야심찬 국내 제안에서, 미국 재향군인회가 주도하는 참전 용사 단체들은 G.I. Bill을 확보했는데, 이는 복무한 거의 모든 남녀에게 대규모 복지 프로그램을 제공했다. 루스벨트는 가난한 사람들에게 더 집중하는 더 좁은 법안을 원했지만, 소득이나 전투 경험에 관계없이 포괄적인 접근 방식을 선호하는 그의 오른쪽과 왼쪽의 사람들에게 각각의 이유로 인해 역이용당했다. 소득이나 전투 경험에 관계없이 포괄적인 보장은 1920년대와 1930년대에 참전 용사 지원에 대한 오랜 논쟁을 피할 수 있었다. 혜택에는 주당 20달러의 1년 실업 수당, 고등학교 또는 대학 등록금 및 생활비, 주택, 농장 또는 사업을 구입하기 위한 저금리 대출이 포함되었다. 제2차 세계 대전에 참전한 천5백만 명의 미국인 중 절반 이상이 G.I. Bill에 규정된 교육 기회의 혜택을 받았다.

### 전시 생산
전시 생산 및 국내 전선의 다른 측면을 조정하기 위해 루스벨트는 전쟁 해운 관리국, 가격 관리국, 경제 전쟁 위원회, 전쟁 노동 위원회를 설립했다. 미국 정부는 전쟁 물자 생산을 동원하기 위해 일반적으로 자발적인 계약에 의존했지만, 드물게 루스벨트 행정부는 일시적으로 산업 시설을 통제하기도 했다. 의회는 또한 군사 생산으로의 전환을 장려하기 위한 세금 혜택을 만들었고, 재건금융공사는 산업 역량 확장을 돕기 위해 계속해서 대출을 제공했다. 의회가 소규모 회사와의 계약을 장려하려는 노력에도 불구하고, 대부분의 군사 계약은 미국에서 가장 큰 기업들에게 돌아갔다. 진주만 공격 이후 전쟁 생산은 극적으로 증가했지만, 인력 부족 등으로 인해 생산은 대통령이 설정한 목표에 미치지 못했다. 이러한 노력은 또한 여러 파업, 특히 석탄 채굴 및 철도 산업의 노조원들 사이에서 발생한 파업으로 인해 방해를 받았으며, 이는 1944년까지 계속되었다. 전시 중 1,600만 명 이상의 개인이 군 복무에 참여하면서 동원 또한 영향을 받았다. 대략 5가구 중 1가구는 전쟁 중 한 명 이상의 개인이 복무했다.
여러 가지 어려움에도 불구하고 1941년과 1945년 사이에 미국은 240만 대의 트럭, 30만 대의 군용 항공기, 8만 8천4백 대의 전차, 그리고 4백억 발의 탄약을 생산했다. 미국의 생산 능력은 다른 나라들을 압도했다. 예를 들어, 1944년에 미국은 독일, 일본, 영국, 소련의 총 생산량을 합친 것보다 더 많은 군용 항공기를 생산했다. 미국은 전쟁 중에 인플레이션을 겪었고, 행정부는 물가와 임금 통제를 시행했다. 1943년, 루스벨트는 전시 생산을 감독하기 위해 전시 동원 사무국 (OWM)을 설립했다. OWM은 그의 영향력 때문에 "부통령"으로 알려지게 된 제임스 F. 번즈가 이끌었다. 인플레이션이 계속해서 주요 문제로 대두되면서, 행정부는 점점 더 많은 소비재를 포함하는 배급 프로그램을 확대했다.

### 원자폭탄
1939년 8월, 물리학자 실라르드 레오와 알베르트 아인슈타인은 루스벨트에게 아인슈타인-실라르드 서한을 보내 독일이 원자폭탄(현재 "핵무기"라고 불림)을 개발할 가능성에 대해 경고했다. 독일이 먼저 폭탄을 만들 수도 있다는 생각은 매우 무서웠다. 루스벨트는 예비 연구를 승인했다. 진주만 이후, 몇몇 최고 의회 지도자들은 비밀리에 행정부에 필요한 자금을 제공했다. 펜타곤을 건설한 육군 기술자 레슬리 그로브스 장군이 맨해튼 계획을 책임졌다. 루스벨트와 처칠은 퀘벡 협정을 통해 이 프로젝트를 공동으로 추진하기로 합의하여 미국 과학자들이 영국 과학자들과 협력할 수 있도록 했으며, 적어도 한 명의 스파이가 모스크바에 최고 기밀 정보를 제공했다. 맨해튼 계획은 20억 달러 이상이 들었고, 15만 명의 인력을 고용했으며, 오크리지, 로스앨러모스 및 전국 각지에 대규모 시설을 건설해야 했다.

### 전시 중 아프리카계 미국인
1941년, A. 필립 랜돌프와 다른 아프리카계 미국인 지도자들은 군대와 국방 산업의 인종 차별에 항의하기 위해 워싱턴 행진을 계획했다. 이에 루스벨트는 국방 계약업체 사이의 고용에서 인종적 및 종교적 차별을 금지하는 행정명령 8802호를 발표했다. 랜돌프는 그 후 워싱턴 행진을 취소했다. 루스벨트는 또한 행정명령 8802호를 시행하기 위해 공정 고용 관행 위원회 (FEPC)를 설립했다. FEPC는 고용 차별에 반대하는 최초의 국가 프로그램이었고, 비백인 노동자들에게 새로운 고용 기회를 여는 데 중요한 역할을 했다. 전쟁 중 국방 산업에서 고용된 아프리카계 미국인의 수는 주로 남부 외 지역에서 급격히 증가했다. 마찬가지로, 연방 정부에서 분리된 역할로 고용된 아프리카계 미국인의 수는 빠르게 증가했다. 많은 아프리카계 미국인들이 육군에 징집되었다. 군사 부대는 분리된 채로 남아 있었고 대부분의 흑인들은 비전투 역할에 배정되었다. 전미 유색인 지위 향상 협회는 전쟁 중에 크게 성장했으며, 부분적으로는 루스벨트가 행정명령 8802호를 발표하도록 설득한 랜돌프의 역할에 힘입었다. 전쟁은 또한 대이동을 가속화시켰는데, 아프리카계 미국인들이 남부의 농촌 지역에서 남부 외 지역의 제조업 중심지로 이동했다. 루스벨트는 고용주들이 전시 노동력 부족을 충족하기 위해 아프리카계 미국인뿐만 아니라 여성과 소수 민족 노동자를 고용하도록 장려했다.

### 시민의 자유

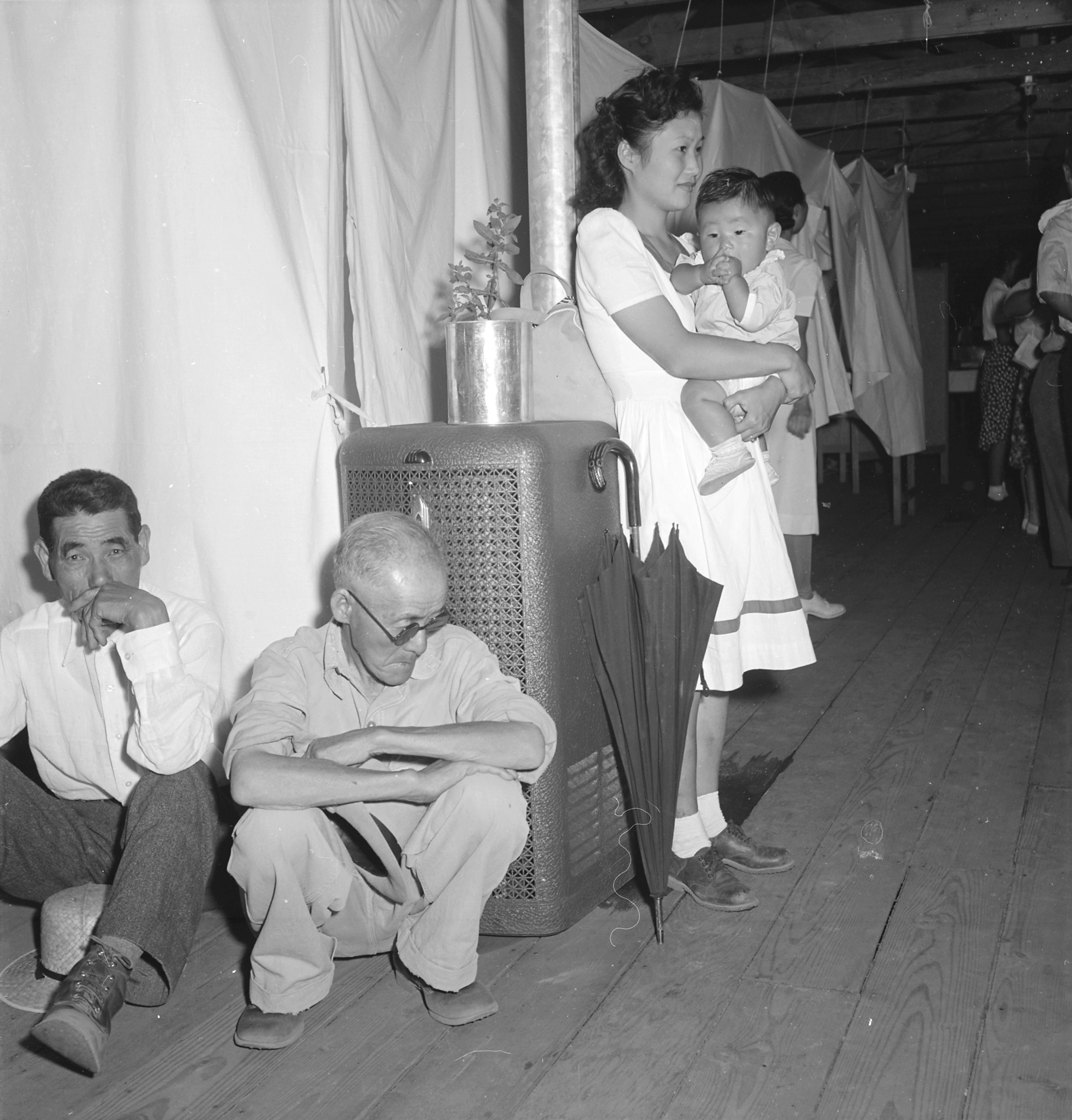
재배치된 일본인을 위한 맨저너 억류 캠프의 일반적인 내부 생활 공간

루스벨트는 재임 기간 내내 국내 언론과 우호적인 관계를 유지했으며 언론과의 좋은 관계는 과도한 검열 없이도 그의 전시 정책에 대한 호의적인 보도를 보장하는 데 도움이 되었다. 제1차 세계 대전 중 미국은 반대 의견을 단속하기 위해 1918년 선동법과 같은 법률을 통과시켰지만, 루스벨트는 그러한 가혹한 조치를 대부분 피했다. 그는 연방수사국 연방수사국장 J. 에드거 후버에게 반대자들에 대한 조사를 강화하도록 명령하고, 연방 정부 전복을 옹호하는 것을 범죄로 규정한 스미스법에 서명했다. 극좌와 극우의 반전 대변인들에 대한 재판은 실패로 끝났다.
진주만 공격은 일본계 미국인의 사보타주 가능성에 대한 대중의 우려를 불러일으켰다. 이러한 의심은 일본 이민자에 대한 오랜 인종차별과, 진주만 공격이 일본 스파이의 도움을 받았다고 결론 내린 로버츠 위원회의 조사 결과에 의해 증폭되었다. 하와이의 일본인 인구 규모로 인해 해당 지역에서의 대규모 강제 수용은 불가능했지만, 미국 서해안에서 일본인을 제거하는 것에 대한 강력한 대중적 지지가 있었다. 1942년 2월, 루스벨트 대통령은 서해안에서 수십만 명의 일본계 미국인 시민 및 이민자들을 재배치하는 백악관 행정명령 9066호에 서명했다. 그들은 재산과 사업을 청산하고 내륙의 척박한 장소에 급히 건설된 캠프에 억류되었다. 다른 문제에 정신이 팔려 루스벨트는 강제 수용 결정을 스팀슨 전쟁장관에게 위임했으며, 스팀슨은 다시 존 J. 매클로이 전쟁차관보의 판단에 의존했다. 대법원은 1944년 코레마츠 대 미국 사건에서 이 행정명령의 합헌성을 지지했다. 강제 수용 명령은 코레마츠 판결 직후 철회되었고, 일본계 미국인들은 서해안으로 돌아올 수 있었다. 많은 독일인과 이탈리아인 시민들도 체포되거나 억류 캠프에 수용되었다.

## 전쟁 경과

제2차 세계 대전의 두 동맹, 추축국은 파란색, 연합국은 녹색

### 지중해 및 유럽 전선
소련은 동부 전선에서 병력을 분산시키기 위해 독일에 점령된 프랑스에 대한 영미 연합군의 침공을 촉구했다. 특히 처칠은 1942년 유럽에 병력을 투입하는 것을 꺼렸고, 추축국을 북아프리카에서 몰아내고 지중해에서 연합군의 힘을 공고히 하는 캠페인을 시작하는 것을 강력히 지지했다. 마셜 장군과 킹 제독은 북아프리카 우선 결정을 반대했는데, 이는 그들이 전체 전쟁에서 상대적으로 중요하지 않다고 보았기 때문이다. 루스벨트는 그들의 반대를 무시하고, 1942년에 영국과 협력하여 유럽 전역에 미 지상군을 투입하기를 원했다.
연합군은 1942년 11월 프랑스령 북아프리카를 침공하여 비시 프랑스군을 신속히 항복시켰다. 그 항복은 북아프리카 연합군 침공의 최고 사령관인 드와이트 D. 아이젠하워 장군과 비시 해군 제독 프랑수아 다를랑 간의 협상을 통해 이루어졌다. 다를랑과의 협력으로 연합군은 북아프리카 대부분을 신속히 장악할 수 있었지만, 이는 또한 자유 프랑스 지도자 샤를 드골과 비시 정권의 다른 반대자들을 소외시켰다. 다를랑은 1942년 12월에 암살되었고, 비시 프랑스는 미국과의 관계를 단절하고 독일군에게 연합군이 프랑스령 튀니지를 장악하는 것을 막아달라고 요청했다. 드골, 다를랑, 그리고 또 다른 프랑스 지도자인 앙리 지로와의 경험은 루스벨트에게 남은 전쟁 동안 어떤 프랑스 파벌과도 밀접하게 연관되는 것을 피해야 할 필요성을 확신시켰다. 튀니지 전역에서 아이젠하워는 처음에는 경험 없는 군대를 성공으로 이끄는 데 큰 어려움을 겪었지만, 연합군은 결국 우위를 점했다. 1943년 5월 25만 명의 추축군 병사들이 항복하며 북아프리카 전역이 종결되었다.
1943년 1월 카사블랑카 회담에서 미국과 영국은 북아프리카에서 추축군을 물리친 후 북아프리카 전역 이후 시칠리아를 침공하고, 1944년에는 프랑스를 공격하기로 합의했다. 회담에서 루스벨트는 또한 독일, 일본, 이탈리아의 무조건 항복만을 받아들일 것이라고 발표했다. 무조건 항복 요구는 독일에 대한 즉각적인 공격을 계속 주장하던 소련에 미국이 독일과 협상으로 평화를 추구하지 않을 것이라는 점을 안심시키기 위한 것이었다. 1943년 2월, 소련은 스탈린그라드 전투에서 결정적인 승리를 거두며 동부 전선의 전세를 뒤집었다. 연합군은 1943년 7월 시칠리아 침공을 시작했으며, 다음 달 말까지 섬을 점령했다. 시칠리아 전역 중, 이탈리아의 비토리오 에마누엘레 3세는 무솔리니를 체포하고 그를 피에트로 바돌리오로 교체했으며, 바돌리오는 연합군과 비밀리에 항복을 협상했다. 이전의 무조건 항복 주장이 있었음에도 불구하고 루스벨트는 바돌리오가 계속 집권할 수 있도록 하는 휴전 조건을 받아들였다. 독일은 신속하게 무솔리니를 다시 권좌에 앉히고 이탈리아 북부에 괴뢰 정부를 수립했다. 이탈리아 본토 침공은 1943년 9월에 시작되었지만, 이탈리아 전역은 1945년까지 느리게 진행되었다. 루스벨트는 영국이 1944년 중반 프랑스 침공에 전념한다는 조건으로만 이 전역에 동의했으며, 연합국은 이 작전을 위한 병력을 증강하기 시작했고, 이탈리아 전역에서 병력을 돌렸다.
프랑스 침공을 지휘하기 위해 루스벨트는 마셜을 제치고 아이젠하워 장군을 택했다. 루스벨트는 원래 마셜을 사령관으로 임명하고 싶었지만, 최고 군사 지도자들은 마셜이 워싱턴에서의 역할에 필수적이라고 주장했다. 영국에서 병력을 증강하는 동안, 연합군은 서유럽에서 연합군이 상륙할 지점을 위장하기 위한 정교한 캠페인인 보디가드 작전을 펼쳤다. 아이젠하워는 1944년 6월 6일 노르망디 북프랑스 지역에 상륙을 시작했다. 공중의 완전한 통제권을 제공하는 12,000대의 항공기와 역사상 가장 큰 해군 병력의 지원을 받아 연합군은 노르망디에 성공적으로 교두보를 마련한 후 프랑스 내륙으로 진격했다. 루스벨트는 비선출 정부를 지지하는 것을 꺼렸음에도 불구하고, 1944년 7월 샤를 드골의 프랑스 공화국 임시정부를 사실상의 프랑스 정부로 인정했다.
팔레즈 포위전 이후, 연합군은 추축군을 독일 국경 쪽으로 밀어붙였고, 1944년 8월 파리를 점령했다. 같은 달, 연합군은 프랑스 남부 침공인 용기병 작전을 시작했다. 보급 문제에 직면한 연합군은 독일의 루르 지역으로 진격하기 전에 벨기에의 안트베르펜 항구를 확보하려 했지만, 마켓 가든 작전의 실패로 연합군의 독일 침공이 지연되었다. 1944년 말, 히틀러는 미국과 영국이 협상된 평화를 추구하도록 설득하기 위한 대규모 공세를 위해 병력을 집결시키기 시작했다. 1944년 12월 독일의 기습 공격으로 벌지 전투가 시작되었지만, 연합군은 다음 몇 주 동안 공격을 격퇴할 수 있었다. 연합군은 1945년 3월 라인강을 건너 진격했으며, 루르와 또 다른 주요 산업 지역인 자를란트주를 점령했다. 1945년 4월까지 나치 저항은 서방 연합군과 소련의 진격 앞에서 무너지고 있었다.

### 태평양 전선
진주만 사건 이후 몇 달 동안 해양 동남아시아를 휩쓸었던 일본은 영토를 더욱 확장하여 솔로몬 제도와 뉴기니 일부를 장악하려 했다. 1942년 5월, 미국과 호주군은 산호해 해전에서 일본군을 격파했으며, 이는 뉴기니섬 전역의 일본 지상전을 촉발시켰다. 전략적으로 중요한 섬을 장악하고 태평양의 미군 함대를 파괴하기 위해 일본은 미국이 점령하고 있던 미드웨이 환초에도 공격을 감행했다. 매직 암호 해독 프로젝트의 도움으로 체스터 니미츠 제독은 미드웨이 해전에서 일본 해군을 격파한 미군을 이끌었다. 미드웨이 해전으로 인해 일본 함대는 4척의 중요한 항공모함을 잃었으며, 이 전투는 태평양 전쟁의 주요 전환점을 알렸다. 1942년 8월, 미국은 일본이 점령하고 있던 솔로몬 제도의 남태평양 섬인 과달카날섬에 침공을 시작했으며, 일본군과 미군은 1943년 2월까지 과달카날의 통제권을 놓고 다투었다. 과달카날 전투 이후, 미국은 굳건히 자리 잡은 일본군 주둔지를 피하기 위해 섬 건너뛰기 전략을 채택했다. 1944년 초까지 연합군은 뉴기니 대부분을 장악했으며, 인접한 뉴브리튼섬에 상륙했다.
남서태평양 전구에서 전역이 계속되는 동안, 미군은 1943년 11월 타라와 전투를 시작으로 중앙 태평양에서 공세를 시작했다. 미국은 다음으로 마셜 제도와 캐롤라인 제도의 일본군 진지를 점령했다. 1944년 6월, 미국은 마리아나 제도의 사이판에 공격을 감행하여 14,000명의 사상자를 내고 7월 초에 섬을 장악했다. 사이판 전투가 계속되는 동안, 미국은 필리핀해 해전에서 일본 항공모함 3척을 격침시키며 주요 해군 승리를 거두었다. 1944년 7월, 루스벨트는 니미츠와 맥아더를 만나 남서태평양과 중앙 태평양 전역을 계속하도록 승인했다. 맥아더의 군대는 필리핀으로 계속 진격하고, 중앙 태평양 전역은 일본을 향해 나아갈 것이었다. 미국은 1944년 10월 필리핀 레이테에 상륙했는데, 이는 일본 해군의 대응을 유발했다. 필리핀 제도는 네덜란드령 동인도 제도에서 일본으로 가는 석유 보급로의 중요한 위치를 차지하고 있었기 때문이다. 그 결과 발생한 레이테만 전투에서 일본 해군은 전멸했으며, 이 전투는 때때로 "역사상 가장 큰 해전"으로 불리기도 한다. 맥아더의 군대는 12월에 레이테를 장악했고, 1945년 3월까지 필리핀 대부분을 다시 장악했다.
미국은 1944년 11월 마리아나 제도에서 일본에 대한 전략 폭격을 시작했지만, 일본은 여전히 일본 열도 방어에 필요한 여러 섬을 통제하고 있었다. 1945년 2월, 미국은 방어가 잘 된 이오섬에 침공을 시작했으며, 다음 달에 그 섬을 장악했다. 4월 1일, 미국은 난세이 제도에서 가장 큰 섬인 오키나와섬에 상륙했다. 일본군은 미국군이 섬에 상륙하도록 허용했지만, 이후 일본 항공기의 가미카제 자살 공격을 포함한 맹렬한 공격을 감행했다. 오키나와의 일본군은 1945년 6월까지 버텼다. 미군은 이 작전 중 6만 명 이상의 사상자를 냈다.

## 전후 계획

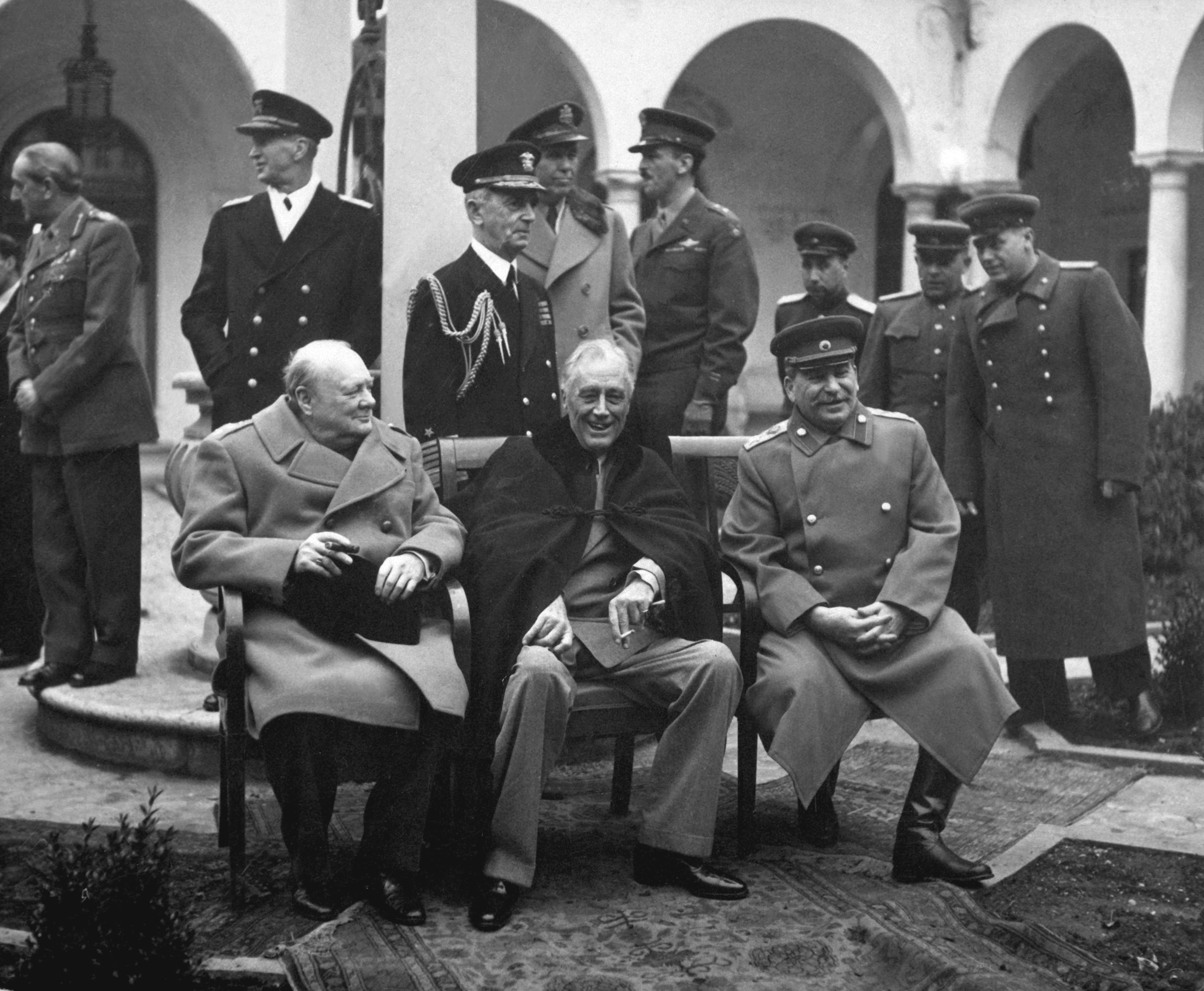
처칠, 루스벨트, 스탈린이 얄타에서 함께하는 모습. 루스벨트 서거 두 달 전의 모습이다.

1943년 말, 루스벨트, 처칠, 스탈린은 테헤란 회담에서 전략과 전후 계획을 논의하기 위해 만나기로 합의했는데, 이는 루스벨트가 스탈린과 처음으로 대면한 회담이었다. 회담에서 영국과 미국은 1944년에 독일에 대한 제2전선 개방을 약속했고, 스탈린은 불특정한 날짜에 일본과의 전쟁에 참전하기로 약속했다. 루스벨트는 또한 발트 3국에 대한 소련의 통제와 폴란드 국경을 서쪽으로 이동시키려는 소련의 계획을 개인적으로 수용하겠다는 의사를 밝혔다. 한편, 스탈린은 독일 패배 후 일본과의 전쟁에 참전하기로 약속했다.
연합국이 1944년에 여러 주요 승리를 거두면서 전후 계획이 점점 더 부각되었다. 전시 경제 호황과 대공황 경험은 많은 미국인들에게 무역 장벽을 낮출 필요성을 확신시켰다. 무기대여법 협정에는 관세 철폐 조항이 포함되었고, 미국은 특히 영국의 제국 선호 관세 시스템 해체를 원했다. 브레턴우즈 회의에서 연합국은 통화 안정을 제공할 국제 통화 기금과 전후 재건을 지원할 세계은행의 설립에 합의했다. 윌슨주의적 면모를 이어받아 루스벨트는 국제연맹을 계승할 영구적인 정부간 기구인 유엔의 설립도 추진했다.
루스벨트, 처칠, 스탈린은 1945년 2월 얄타 회담에서 두 번째로 만났다. 유럽 전쟁의 종결이 다가오면서 루스벨트의 주된 관심은 스탈린이 일본과의 전쟁에 참여하도록 설득하는 것이었다. 합동참모본부는 미국의 일본 침공이 100만 명의 미국인 사상자를 낼 것으로 추정했다. 소련이 일본과의 전쟁에 참여하는 대가로, 소련은 사할린섬과 같은 아시아 영토에 대한 통제권을 약속받았다. 1945년 초까지 소련이 동유럽 대부분을 통제하고 있었으므로, 루스벨트는 동유럽에서의 소련의 행동에 대해 거의 영향력이 없었다. 그는 폴란드에서 소련 군인들의 즉각적인 철수를 주장하지는 않았지만, 독일에게 점령당했던 국가들에서 자유로운 선거를 약속하는 해방된 유럽 선언 발표를 얻어냈다. 소련의 압력에도 불구하고, 루스벨트와 처칠은 전쟁 후 독일에 막대한 배상금과 탈산업화를 부과하는 것에 동의하기를 거부했다. 얄타 회담에서 루스벨트의 역할은 논란이 되어왔다. 비판자들은 그가 동유럽에서 소련이 자유 선거를 허용할 것이라고 순진하게 믿었다고 비난하는 반면, 지지자들은 소련의 점령과 전쟁 중 그리고 전후 소련과의 협력 필요성을 고려할 때 루스벨트가 동유럽 국가들을 위해 할 수 있는 일은 거의 없었다고 주장한다.

### 유엔 창설
얄타 회담에서 루스벨트, 처칠, 스탈린은 유엔 창설과 유엔 안전 보장 이사회의 구조에 합의했으며, 유엔 안전 보장 이사회는 국제 평화와 안전을 보장하는 임무를 맡게 되었다. 얄타 회담 참가자들은 또한 유엔이 1945년 4월 샌프란시스코에서 유엔 국제기구 회의를 위해 처음으로 소집될 것에 동의했다. 루스벨트는 유엔을 자신의 가장 중요한 유산으로 여겼다. 그는 미국 내에서, 그리고 해외에서는 처칠과 스탈린과 함께 지속적인 막후 정치적 지원을 제공했다. 그는 주요 공화당원들, 특히 미시간주의 아서 밴던버그 상원의원과 버몬트주의 워런 오스틴 상원의원을 참여시켰다. 연합국은 1944년 덤버턴오크스 회의에서 새로운 기구의 기본 구조에 합의했다. 미국, 영국, 소련, 중국의 빅 4가 주요 결정을 내리고, 나중에 프랑스가 추가되어 전능한 안전 보장 이사회의 상임 이사국이 되었다. 각국은 거부권을 가졌는데, 이는 이론적으로 회원국들에게 자국 의회에 반하는 행동을 명령할 수 있었던 국제연맹의 치명적인 약점을 피하기 위한 것이었다.

### 반제국주의
영국, 프랑스, 네덜란드 지도자들은 모두 전쟁 후에 식민지를 유지하거나 되찾기를 희망했다. 미국은 전쟁이 끝난 후 필리핀에 독립을 부여하기로 약속했으며, 루스벨트는 처칠에게 인도, 버마, 말라야, 홍콩의 독립에도 유사하게 약속하도록 자주 압력을 가했다. 그의 동기는 식민주의에 대한 원칙적 반대, 전쟁 결과에 대한 실질적인 우려, 그리고 미래의 독립 인도에서 미국에 대한 지지를 구축할 필요성이었다. 처칠은 제국주의에 깊이 전념했고 강하게 반발했다. 미국은 중국을 지원하기 위해 인도에서 영국의 협력이 필요했기 때문에 루스벨트는 그의 반식민주의 주장을 철회해야 했다. 이는 인도의 민족주의 지도자들을 불쾌하게 했지만, 이들 대부분은 일본과의 전쟁을 지지하지 않았기 때문에 전쟁 기간 내내 영국 감옥에 있었다. 루스벨트는 또한 1895년 이후 일본이 점령한 중국 영토를 반환할 것을 약속했으며, 중국에서 미국의 특수 권리 관행을 종식시켰다.

## 1944년 선거

루스벨트 대통령은 1944년 대통령 선거에서 공화당의 토머스 E. 듀이를 물리쳤다.

1940년과는 달리 루스벨트는 1944년에 재선을 공개적으로 추구했으며, 민주당 지명 경쟁에서 거의 반대에 부딪히지 않았다. 루스벨트는 1944년 러닝메이트로 헨리 A. 월리스 또는 제임스 번즈를 선호했지만, 월리스는 당내 보수파에게 인기가 없었고, 번즈는 진보파와 가톨릭 신자들(번즈는 전직 가톨릭 신자였다)의 반대에 부딪혔다. 당 지도자들의 요청에 따라 루스벨트는 결국 모든 정치 세력에 받아들여질 수 있는 미주리주 상원의원 해리 S. 트루먼을 지지하고 수락하기로 설득되었다. 트루먼은 트루먼 위원회의 위원장으로서 전시 지출의 부패와 비효율성에 맞선 싸움으로 가장 잘 알려져 있었다.
뉴욕 주지사이자 국제주의자인 토머스 E. 듀이는 가장 유력한 후보였으며 1944년 공화당 전당대회에서 쉽게 지명을 받았다. 공화당은 FDR과 그의 행정부를 국내 부패, 관료적 비효율성, 공산주의 용인, 군사적 실수 등으로 맹렬히 비난했다. 듀이는 당내 국제주의자와 고립주의자 간의 깊은 분열 때문에 외교 정책 문제를 대부분 피했다. 노동조합은 루스벨트를 전적으로 지지했다. 루스벨트는 1944년 선거에서 득표율 53.4%, 선거인단 531표 중 432표를 얻어 편안한 차이로 승리했다.

## 말년과 죽음

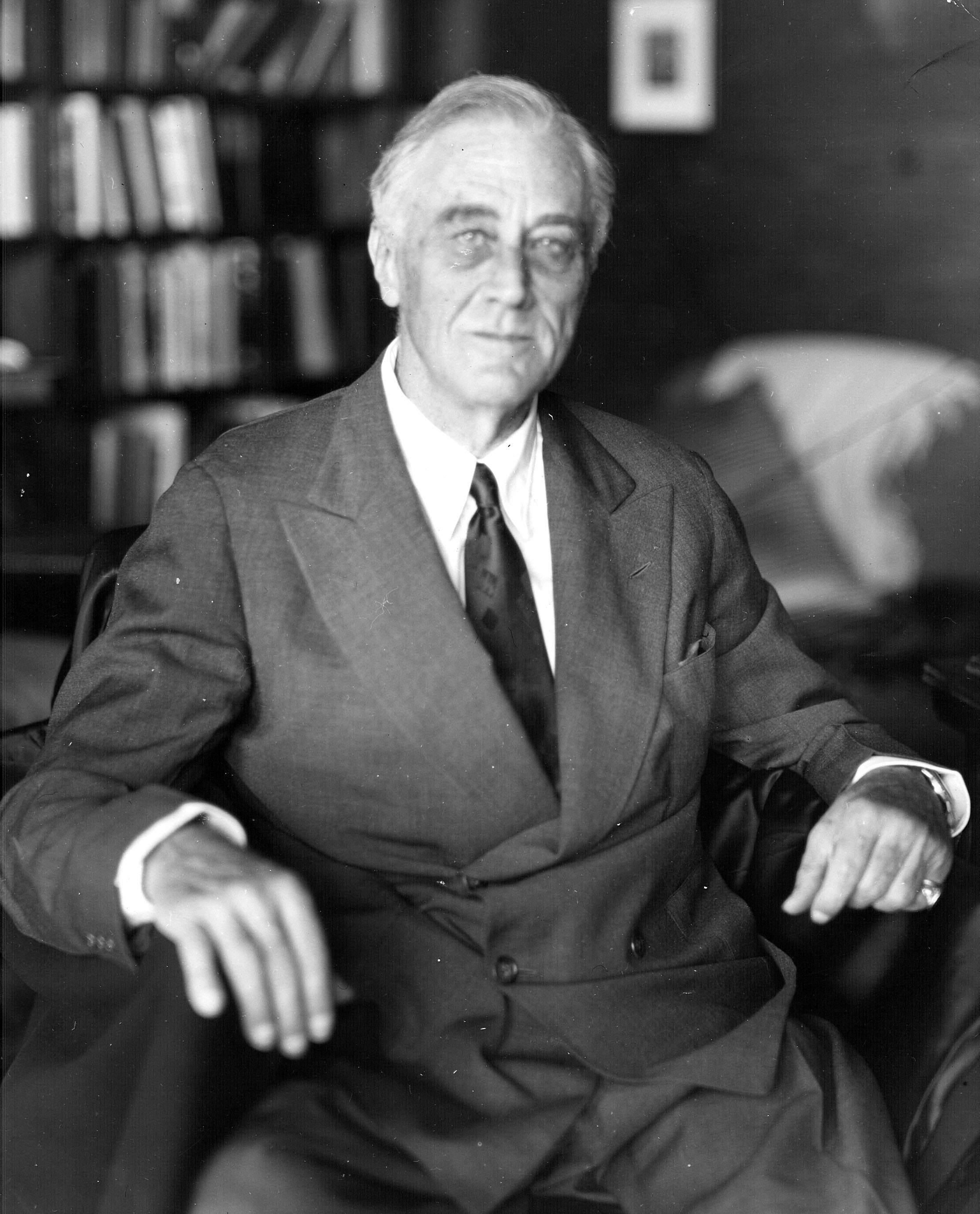
루스벨트의 마지막 사진, 사망 전날(1945년 4월 11일) 촬영

얄타 회담에서 미국으로 돌아온 루스벨트는 3월 1일 의회에서 연설했으며, 많은 이들은 그가 얼마나 늙고 야위고 허약해 보였는지에 충격을 받았다. 그는 하원 의장석에 앉아서 연설했는데, 이는 그의 신체적 한계를 인정하는 전례 없는 조치였다. 정신적으로는 여전히 완벽하게 지휘 능력을 유지하고 있었던 그는 강력한 유엔에 대한 자신의 주된 헌신을 단호하게 밝혔다.
크림 회의(얄타)는 일방적인 행동 체제, 배타적 동맹, 세력권, 세력 균형, 그리고 수세기 동안 시도되었지만 항상 실패했던 모든 다른 방편들의 종말을 의미해야 합니다. 우리는 이 모든 것을 대신하여 모든 평화를 사랑하는 국가들이 마침내 참여할 기회를 갖게 될 보편적인 조직을 제안합니다.
루스벨트는 적어도 1940년부터 건강이 악화되고 있었고, 1944년에는 눈에 띄게 피로했다. 1944년 3월, 62번째 생일 직후, 그는 검사를 받았고 고혈압, 죽상경화증, 관상동맥질환 진단을 받았다. 그의 심장은 기능이 약해지고 있었고 치료법은 없었다. 1945년 3월 29일, 루스벨트는 유엔 창립 회의에 참석하기 전에 휴식을 취하기 위해 조지아주 웜스프링스의 리틀 화이트 하우스로 갔다. 1945년 4월 12일, 조지아주 웜스프링스에서 엘리자베스 슈마토프가 초상화를 그리는 도중 루스벨트는 "머리가 너무 아프다"고 말했다. 그 후 그는 의자에서 앞으로 고꾸라져 의식을 잃었고 침실로 옮겨졌다. 대통령의 주치의 심장 전문의 하워드 브루언은 대규모 뇌출혈로 진단했다. 오후 3시 35분, 루스벨트는 63세의 나이로 사망했다.
그가 사망한 지 한 달도 채 되지 않아 5월 8일 유럽에서 전쟁이 끝났다. 루스벨트 사망 후 대통령이 된 해리 S. 트루먼은 유럽 전승 기념일과 그 축하 행사를 루스벨트의 추모에 바쳤다. 트루먼은 30일간의 애도 기간 동안 미국 전역에 조기를 게양했으며, 그의 유일한 소원은 "프랭클린 D. 루스벨트가 이 날을 직접 목격했기를 바란다"는 것이었다.

## 역사적 평가
루스벨트 재임 기간 동안 정부 프로그램의 급속한 확장은 미국의 정부 역할을 재정의했으며, 정부 사회 프로그램에 대한 루스벨트의 옹호는 다음 세대의 자유주의를 재정의하는 데 결정적인 역할을 했다. 루스벨트의 대중에 대한 직접적인 호소, 입법 리더십, 행정부 재편은 대통령의 권한과 책임을 극적으로 변화시켰다. 그가 설립한 뉴딜 연합은 국가 정치를 변화시켜 제5차 정당제를 열었다. 제2차 세계 대전 전후 그의 행동을 통해 루스벨트는 세계 무대에서 미국의 지도적 역할을 확고히 확립했다. 그의 고립주의 비판자들은 사라졌고, 심지어 공화당원들도 그의 전반적인 정책에 동참했다.
재임 중과 후에도 루스벨트의 비판자들은 그의 정책과 입장뿐만 아니라 독재자들이 유럽과 아시아를 장악하고 있던 시기에 백악관에 권력이 집중된 것에 대해서도 의문을 제기했다. 뉴딜 프로그램 중 많은 부분이 FDR의 반대자들에 의해 전쟁 중에 폐지되었다. 강력한 새로운 전시 기관들은 일시적으로 설립되었으며 전쟁이 끝나면 해체되도록 설정되었다. 일본계 미국인 강제 수용은 루스벨트의 기록에 큰 오점으로 자주 비판받는다.
루스벨트 사망 후, 그의 부인 엘리너는 미국과 세계 정치에서 강력한 존재감을 유지했으며, 유엔 창설 회의에 대표로 참여하고 시민권과 자유주의 전반을 옹호했다. 트루먼은 루스벨트 내각 구성원들을 교체했지만 뉴딜 연합은 1970년대까지 지속되었다. 젊은 뉴딜파였던 린든 B. 존슨은 1964년에서 1966년 대통령 재임 시절 1930년대 중반의 에너지와 자유주의를 되살렸다.
역사가와 정치학자들의 여론조사에서 루스벨트는 조지 워싱턴과 에이브러햄 링컨과 함께 꾸준히 가장 위대한 세 명의 대통령 중 한 명으로 평가받는다. 루스벨트의 영향력을 요약하며 역사가 윌리엄 E. 류흐텐베르크는 다음과 같이 썼다.
프랭클린 델러노 루스벨트는 1933년 3월부터 1945년 4월까지 미국 역사상 가장 긴 임기 동안 대통령으로 재직했다. 그는 이 12년 동안 에이브러햄 링컨을 제외하고는 그 어떤 백악관 전임자들보다 미국 사회와 정치를 변화시키는 데 더 많은 일을 했을 것이다. 물론 이 중 일부는 상황의 산물이었다. 대공황과 독일, 일본의 부상은 FDR의 통제 범위를 벗어났다. 그러나 그가 직면한 도전에 대한 그의 대응은 그를 미국 역사에서 결정적인 인물로 만들었다.

## 같이 보기
- 프랭클린 D. 루스벨트 1기와 2기 행정부
- 제2차 세계 대전 기간 미국
- 미국 수정 헌법 제22조

## 내용주
1. ↑  WPA workers were counted as unemployed by this set of statistics.[113]
2. ↑  독일은 1942년에 핵무기 연구를 중단했는데, 폭탄 제조가 너무 어렵다고 판단했기 때문이다. 일본은 1943년에 자체적인 소규모 프로그램을 포기했다.[132]

### 인용한 문헌
- Alter, Jonathan (2006). 《The Defining Moment: FDR's Hundred Days and the Triumph of Hope》 (popular history). Simon & Schuster. ISBN 978-0-7432-4600-2.
- Black, Conrad (2005) [2003]. 《Franklin Delano Roosevelt: Champion of Freedom》. PublicAffairs. ISBN 9781586482824.  1276 pp. interpretive detailed biography
- Brands, HW (2009). 《Traitor to His Class: The Privileged Life and Radical Presidency of Franklin Delano Roosevelt》.
- Burns, James MacGregor (1956). 《Roosevelt: The Lion and the Fox》. scholarly biography to 1940; online.
- Burns, James MacGregor (1970). 《Roosevelt: The Soldier of Freedom》. San Diego: Harcourt Brace Jovanovich. ISBN 978-0-15-178871-2.
- Churchill, Winston (1977). 《The Grand Alliance》. Houghton Mifflin Harcourt. ISBN 978-0-395-41057-8.
- Clouatre, Douglas (2012). 《Presidents and their Justices》. Lanham, MD: University Press of America.
- Dallek, Robert (2017). 《Franklin D. Roosevelt: A Political Life》. Viking. ISBN 9780698181724.
- Dallek, Robert (1995). 《Franklin D. Roosevelt and American Foreign Policy, 1932–1945》. Oxford University. a standard scholarly history; online free
- Herman, Arthur (2012). 《Freedom's Forge: How American Business produced victory in World War II》. New York: Random House. ISBN 978-1-4000-6964-4.
- Kennedy, David M. (1999). 《Freedom from Fear: The American People in Depression and War, 1929-1945》. Oxford University Press. ISBN 978-0195038347.
- Larrabee, Eric (1987). 《Commander in Chief: Franklin Delano Roosevelt, His Lieutenants, and Their War》. Harper & Row. ISBN 978-0-06-039050-1. Detailed history of how FDR handled the war.
- Leuchtenburg, William E. (1963). 《Franklin D. Roosevelt and the New Deal, 1932–1940》. Harpers. ISBN 9780061330254., widely cited survey; online free
- Leuchtenburg, William (2015). 《The American President: From Teddy Roosevelt to Bill Clinton》. Oxford University Press.
- McCullough, David (1992). 《Truman》. New York: Simon & Schuster.
- McJimsey, George (2000). 《The Presidency of Franklin Delano Roosevelt》. University Press of Kansas. ISBN 978-0-7006-1012-9.; online free
- Sainsbury, Keith (1994). 《Churchill and Roosevelt at War: The War They Fought and the Peace They Hoped to Make》. New York University Press. ISBN 978-0-8147-7991-0.
- Smith, Jean Edward (2007). 《FDR》. New York: Random House. ISBN 9781400061211. 858pp

## 추가 자료

### 인물 전기
- Black, Conrad (2005) [2003]. 《Franklin Delano Roosevelt: Champion of Freedom》. PublicAffairs. ISBN 9781586482824.  1276pp interpretive detailed biography; online
- Burns, James MacGregor. Roosevelt: Soldier of Freedom (1970), vol 2 covers the war years. online
- Cook, Blanche Wiesen. Eleanor Roosevelt, Volume 3: The War Years and After, 1939-1962 (Penguin, 2017).
- Dallek, Robert. Franklin D. Roosevelt: A Political Life (Penguin, 2017).
- Freidel, Frank. (1991)  Franklin D. Roosevelt: A Rendezvous with Destiny, complete biography to 1945. 710pp excerpt; also online
- Goodwin, Doris Kearns. No Ordinary Time: Franklin and Eleanor Roosevelt: The Home Front in World War II (1995)
- Graham, Otis L. and Meghan Robinson Wander, eds. Franklin D. Roosevelt: His Life and Times. (1985). encyclopedia
- Goodwin, Doris Kearns (1994). 《No Ordinary Time: Franklin & Eleanor Roosevelt: The Home Front in World War II》. Simon and Schuster. ISBN 9781476750576.
- Hamby, Alonzo. For the survival of democracy: Franklin Roosevelt and the world crisis of the 1930s (2004) online
- Leebaert,  Derek. Unlikely Heroes: Franklin Roosevelt, His Four Lieutenants, and the World They Made  (2023); on Perkins, Ickes, Wallace and Hopkins.
- Lehrman, Lewis E. Churchill, Roosevelt & company: studies in character and statecraft (Rowman & Littlefield, 2017).
- Lelyveld, Joseph. His final battle: The last months of Franklin Roosevelt (Vintage, 2017).
- Pederson, William D (2011). 《A Companion to Franklin D. Roosevelt》. Blackwell.; 35 essays by scholars emphasizing historiography. online; excerpt at Google

### 국내 학술 연구
- 10 Eventful Years: 1937-1946, 4 vol. Encyclopædia Britannica, 1947. Highly detailed encyclopedia of events.
- Best, Michael H. "Industrial innovation and productive structures: The creation of America’s 'Arsenal of democracy'". Structural Change and Economic Dynamics 48 (2019): 32-41.
- Brinkley, Douglas G. Rightful Heritage: Franklin D. Roosevelt and the Land of America (2016) excerpt; on FDR's environmental and conservation beliefs & policies.
- Clarke, Jeanne Nienaber. Roosevelt's Warrior: Harold L. Ickes and the New Deal (1996)
- Engel, Jeffrey A., ed. The Four Freedoms: Franklin D. Roosevelt and the Evolution of an American Idea (Oxford University Press, 2015).
- Feagin, Joe R., and Kelly Riddell. "The State, Capitalism, and World War II: The U.S. Case". Armed Forces and Society (Fall 1990) 17#1 pp. 53–79. JSTOR 2150824.
- Holzer, Harold. The Presidents Vs. the Press: The Endless Battle Between the White House and the Media—from the Founding Fathers to Fake News (Dutton, 2020) pp. 167–192.
- Jeffries John W. "The 'New' New Deal: FDR and American Liberalism, 1937–1945". Political Science Quarterly (Autumn 1990): 397–418. JSTOR 2150824.
- Klein, Maury. A Call to Arms: Mobilizing America for World War II (2013).
- Koistinen, Paul A. C. Arsenal of World War II: The Political Economy of American Warfare, 1940–1945 (2004)
- Orren, Karen, and Stephen Skowronek. "Regimes and regime building in American government: A review of literature on the 1940s." Political Science Quarterly 113.4 (1998): 689–702. JSTOR 2658250.
- Pederson, William D (2011). 《A Companion to Franklin D. Roosevelt》. Wiley-Blackwell. ISBN 9781444330168., 768 pages; essays by scholars covering major historiographical themes. online
- Resch, John Phillips, and D'Ann Campbell eds. Americans at War: Society, Culture, and the Homefront (vol. 3, 2004)
- Sitkoff, Harvard (1978). 《A New Deal for Blacks》. ISBN 978-0-19-502418-0.

### 외교 정책 및 제2차 세계 대전
- Andrew, Christopher. For the President’s Eyes Only: Secret Intelligence and the American Presidency from Washington to Bush (1995), pp 75–148.
- Barron, Gloria J.  Leadership in Crisis: FDR and the Path to Intervention (1973).
- Berthon, Simon; Potts, Joanna (2007). 《Warlords: An Extraordinary Re-creation of World War II Through the Eyes and Minds of Hitler, Churchill, Roosevelt, and Stalin》. Da Capo Press. ISBN 978-0-306-81538-6.
- Beschloss, Michael (2002). 《The Conquerors: Roosevelt, Truman, and the destruction of Hitler's Germany, 1941–1945》. New York: Simon & Schuster. ISBN 978-0-684-81027-0.
- Feis, Herbert. Churchill Roosevelt Stalin:  Churchill-Roosevelt-Stalin: The War they waged and the Peace they sought (1957) online
- Feis, Herbert. China Tangle: The American Effort in China from Pearl Harbor to the Marshall Mission (1953). ch 1-6 online
- Fenby, Jonathan. Alliance: the inside story of how Roosevelt, Stalin and Churchill won one war and began another (Simon and Schuster, 2015), popular history.
- Gellman, Irwin. Secret Affairs: Franklin Roosevelt, Cordell Hull, and Sumner Welles (JHU Press, 2019).
- Heinrichs, Waldo H. Threshold of war: Franklin D. Roosevelt and American entry into World War II (Oxford UP,  1989) online free
- Herring, George C. (2008). 《From Colony to Superpower; U.S. Foreign Relations Since 1776》. Oxford University Press. ISBN 978-0-19-507822-0.
- Hoopes, Townsend, and Douglas Brinkley. FDR and the Creation of the UN (Yale UP, 2000).
- Hurstfield, Julian G. America and the French Nation, 1939-1945 (UNC Press Books, 2018).
- Johnstone, Andrew. "Spinning war and peace: Foreign relations and public relations on the eve of World War II." Journal of American Studies 53.1 (2019): 223–251. online
- Jordan, David M (2011). 《FDR, Dewey, and the Election of 1944》. Bloomington: Indiana University Press. ISBN 9780253356833.
- Lacey, James. The Washington War: FDR's Inner Circle and the Politics of Power That Won World War II (2019) excerpt
- Marks, Frederick W.  Wind over sand: the diplomacy of Franklin Roosevelt (1988) online free
- Miscamble, Wilson D. (2007). 《From Roosevelt to Truman: Potsdam, Hiroshima, and the Cold War》. Cambridge University Press. ISBN 978-0-521-86244-8.
- Padgett, Philip. Advocating Overlord: The D-Day Strategy and the Atomic Bomb (U of Nebraska Press, 2018).
- Rauchway, Eric. The Money Makers: How Roosevelt and Keynes Ended the Depression, Defeated Fascism, and Secured a Prosperous Peace (Basic Books, 2015) excerpt.
- Sherwood, Robert E (1949). 《Roosevelt and Hopkins: An Intimate History》. Harper. hdl:2027/heb.00749. ISBN 9780060138455., Pulitzer Prize; published in England as The White House Papers of Harry L. Hopkins Vol. I (1948);  online
- Steele Richard W. 'The Great Debate: Roosevelt, the Media, and the Coming of the War, 1940–1941.' Journal of American History 71 (1994): 69–92. JSTOR 1899834.
- Stefan, Charles G. "Yalta Revisited: An Update on the Diplomacy of FDR and His Wartime Summit Partners." Presidential Studies Quarterly 23.4 (1993): 755–770. JSTOR 27551152.
- van Hoef, Yuri. "Interpreting affect between state leaders: Assessing the political friendship between Winston S. Churchill and Franklin D. Roosevelt." in Researching Emotions in International Relations (Palgrave Macmillan, Cham, 2018) pp. 51–73.
- Woolner, D., W. Kimball and D. Reynolds, eds. FDR's World: War, Peace, and Legacies (2008) essays by scholars excerpt
- Woolner, David B. The Last 100 Days: FDR at War and at Peace (Basic Books, 2017).

### 비판
- Doenecke, Justus D.; Stoler, Mark A. (2005). 《Debating Franklin D. Roosevelt's Foreign Policies, 1933–1945》. Lanham: Rowman & Littlefield. ISBN 978-0847694150. 248 pp.
- Flynn, John T (1948). 《The Roosevelt Myth》. Former FDR supporter condemns all aspects of FDR.
- Smiley, Gene (2002). 《Rethinking the Great Depression》. The American Way Series. Chicago: Ivan R. Dee. ISBN 1-566-63472-5. OCLC 49312517. By libertarian economist who blames both Hoover and FDR.
  - Smiley, Gene (1993). “Rethinking the Great Depression” (short essay).틀:Full citation needed The original essay.

### 주요 자료
- 《Statistical Abstract of the United States》 (PDF). Bureau of the Census. 1951.; full of useful data
- 《Historical Statistics of the United States: Colonial Times to 1970》. Bureau of the Census. 1976. online
- Cantril, Hadley; Strunk, Mildred, 편집. (1951). 《Public Opinion, 1935–1946》. Massive compilation of many public opinion polls from the USA; also some from Europe and Canada.
- Gallup, George Horace, 편집. (1972). 《The Gallup Poll; Public Opinion, 1935–1971》. Three vol., summarizes results of each poll as reported to newspapers. Vol. 1 online; 1935-1948.
- Leahy, Fleet Adm William D. I Was There: The Personal Story of the Chief of Staff to Presidents Roosevelt and Truman: Based on His Notes and Diaries Made at the Time (2017).
- Loewenheim, Francis L; Langley, Harold D, 편집. (1975). 《Roosevelt and Churchill: Their Secret Wartime Correspondence》.
- Nicholas, H. G. Washington despatches, 1941-1945: weekly political reports from the British Embassy (1985) 718 pages; unusually rich secret reports from British diplomats (especially 이사야 벌린) analyzing American government and politics
- Reynolds. David, and Vladimir Pechatnov, eds. The Kremlin Letters: Stalin’s Wartime Correspondence with Churchill and Roosevelt (2018) excerpt
- Roosevelt, Franklin Delano (1945) [1938].  Rosenman, Samuel Irving, 편집. 《The Public Papers and Addresses of Franklin D. Roosevelt》 (public material only (no letters); covers 1928–1945). 13 volumes. online free
- ——— (1946).  Zevin, BD, 편집. 《Nothing to Fear: The Selected Addresses of Franklin Delano Roosevelt, 1932–1945》 (selected speeches). Selected speeches.
- ——— (2005) [1947].  Taylor, Myron C, 편집. 《Wartime Correspondence Between President Roosevelt and Pope Pius XII》 (reprint). Prefaces by 비오 12세 and 해리 S. 트루먼. Kessinger Publishing. ISBN 978-1-4191-6654-9.
- The Documentary History of the Franklin D. Roosevelt Presidency (47 vol. ed. by George McJimsey; University Publications of America, 2001–2008.) table of contents.